# Spaanse Armada
De Spaanse Armada (armada is Spaans voor 'gewapende' vloot) is de vloot waarmee de Spaanse koning Filips II tijdens de Spaans-Engelse Oorlog probeerde Engeland binnen te vallen in het voorjaar en de zomer van 1588. De vloot voer vanuit Spanje door Het Kanaal om een invasieleger te gaan begeleiden dat op schuiten van Vlaanderen naar Engeland overgezet moest worden. Bij aankomst bleek dat leger zich niet te willen inschepen omdat Nederlandse schepen de havens blokkeerden. Kort daarop werd de wachtende Armada aangevallen en uiteengeslagen door de Engelse vloot. Ze raakte daarbij zo zwaar beschadigd dat besloten werd met een omweg rond Schotland weer naar huis terug te keren. Op de terugreis vergingen veel schepen op de Ierse kust. De mislukking was een ernstige tegenslag voor Filips, maar de Spaanse zeemacht herstelde zich in de jaren daarna weer snel.
In Nederland spreekt men ook van een Tweede Armada uit 1639, die echter alleen tot doel had troepen naar Vlaanderen te brengen.

## Aanleiding
Met de invasie wilde Filips II de protestantse Engelse koningin Elizabeth I ten val brengen en zelf de Engelse troon in bezit nemen. De Spaanse handelsvloten en vooral de zilver- en goudtransporten uit Amerika werden regelmatig aangevallen door Engelse en Nederlandse kapers en piraten, meestal in directe opdracht van de Engelse hoge adel en kroon en met gebruik van uitgeleende Engelse oorlogsschepen. Daarbij verleende Elizabeth in het begin van de Tachtigjarige Oorlog geheime steun aan de opstandelingen in de Nederlanden. Toen Filips zich in 1580 door een militaire interventie op de Portugese troon zette, verwierf hij daarmee de zeemacht die nodig was om Engeland effectief te bestrijden. Al op 9 augustus 1583 suggereerde de Spaanse admiraal Álvaro de Bazán een ambitieus plan voor de invasie van Engeland met een vloot van 556 schepen en 94 000 opvarenden; de kosten, begroot op 3,8 miljoen dukaten, kon de Spaanse schatkist echter niet dragen. Op 30 augustus 1585 begon Elizabeth de Nederlandse Republiek openlijk te steunen met het Verdrag van Nonsuch. Daarna werd de Engelse kaper Francis Drake uitgezonden voor een plundertocht langs de Spaanse noordkust. Hoewel er nooit uitdrukkelijke oorlogsverklaringen zouden volgen, beschouwde Filips zich hierna in staat van oorlog met Engeland.
Alessandro Farnese, de bevelhebber van de Habsburgse troepen in de Nederlanden, kwam nu met een veel goedkoper plan om Engeland binnen te vallen: hij zou zijn leger van 34 000 man samentrekken bij Duinkerken, waarna het in één nacht op zevenhonderd schuiten overgezet kon worden, beschermd door slechts 25 oorlogsbodems. Dat vond Filips echter veel te gewaagd en hij begon eigenhandig beide plannen te combineren: een middelgrote oorlogsvloot, zelf vergezeld van een klein landingsleger, moest Farneses grote leger convoyeren naar Engeland.

## Voorbereidingen

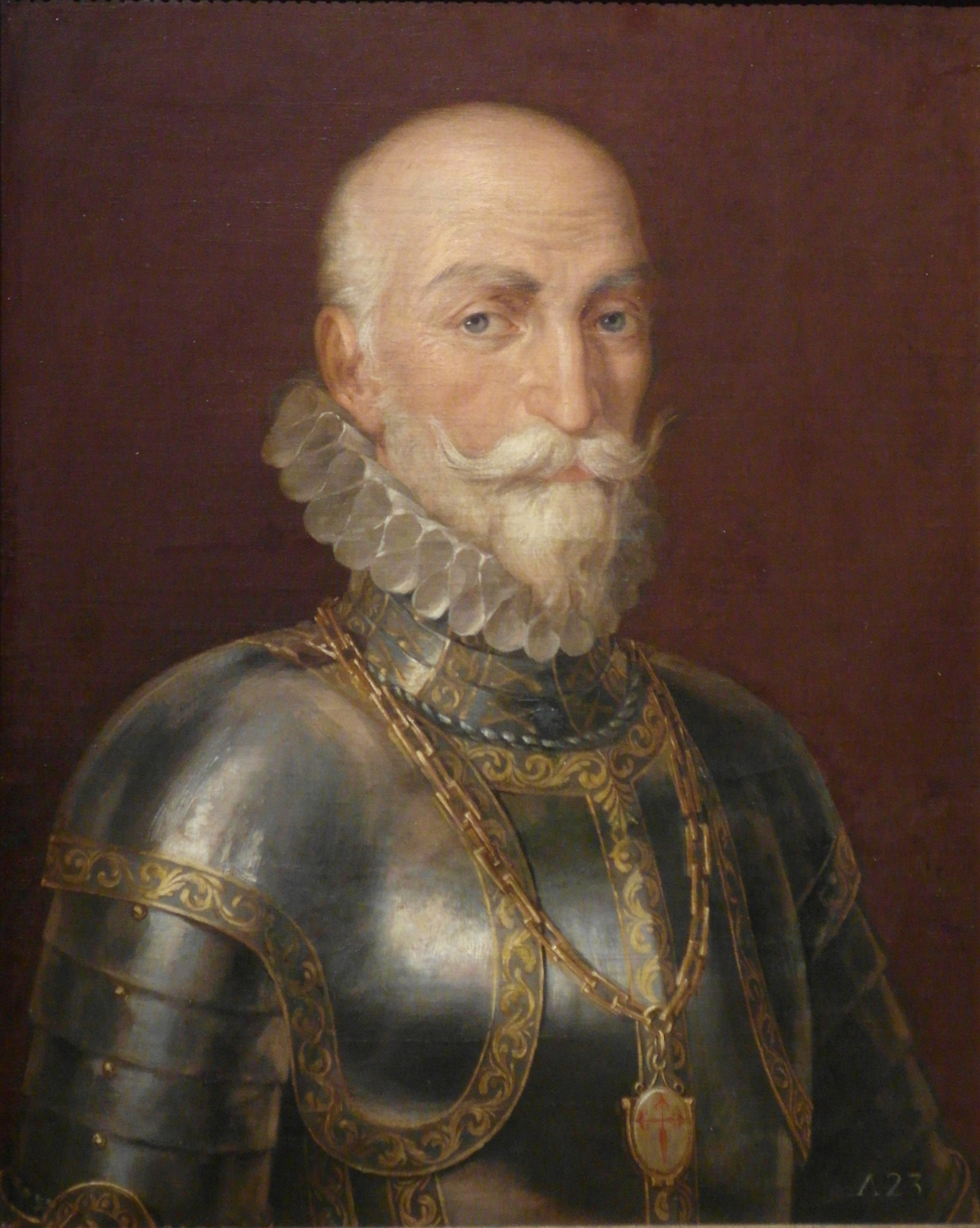
Admiraal Alvaro de Bazán, die het oorspronkelijke plan ontwierp en tot zijn dood leiding gaf aan de voorbereidingen

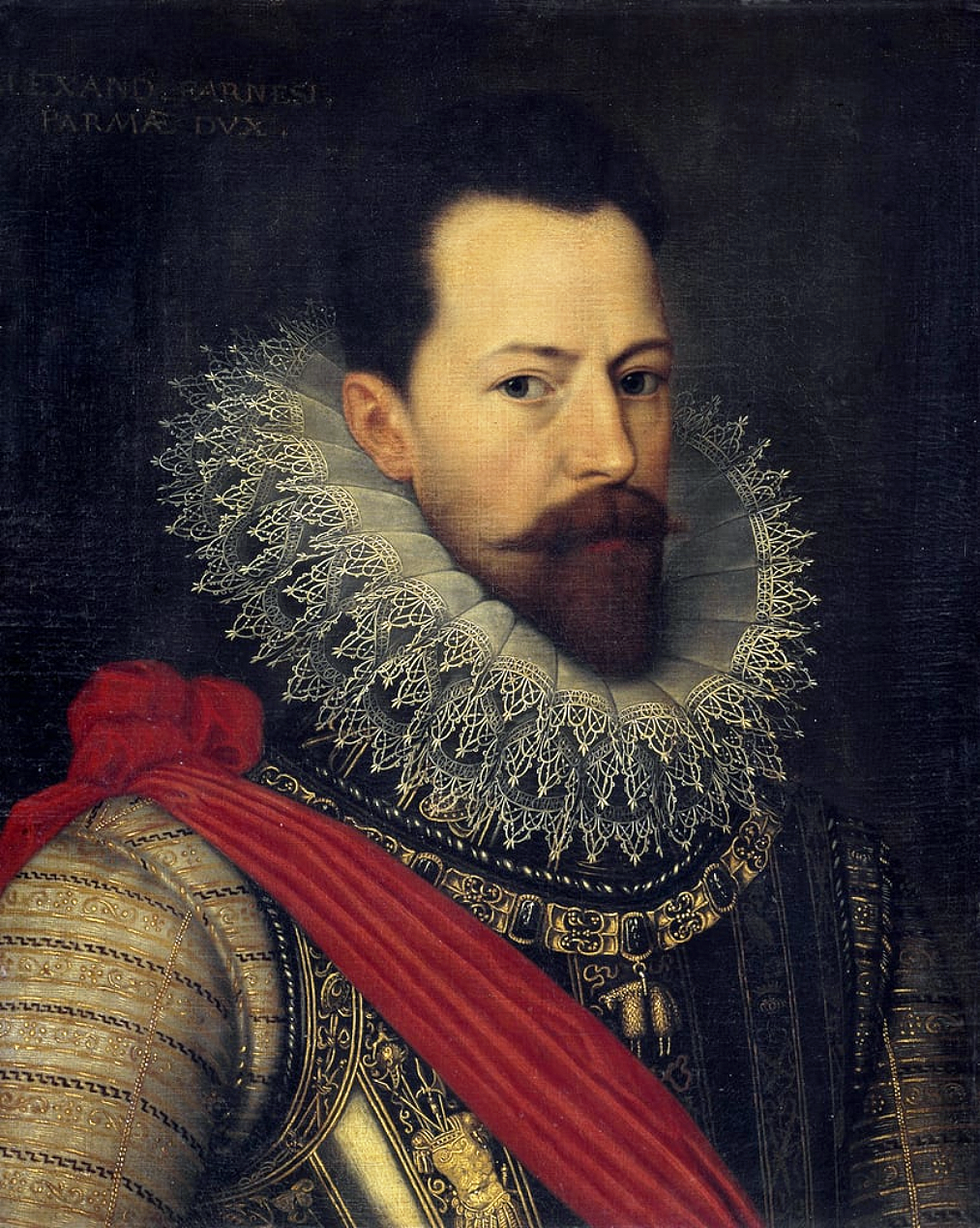
Alexander Farnese, vanaf 1586 hertog van Parma, die het goedkopere invasieplan bedacht

Gedurende 1586 en begin 1587 werden er langzaam voorbereidingen getroffen voor de expeditie. Het kostte veel moeite voldoende vrachtschepen bijeen te brengen zonder de Spaanse handel te schaden. De Spanjaarden huurden daarom veel buitenlandse vaartuigen, onder andere 23 'urcas' uit Ragusa, of namen ze botweg in beslag. Filips aarzelde eerst sterk of hij de hele onderneming wel zou doorzetten. Een groot probleem was dat Elizabeth de katholieke Schotse ex-koningin Maria Stuart gevangen hield. Na een overwinning zou hij er niet aan ontkomen haar recht op de Engelse troon als achterkleindochter van Hendrik VII van Engeland te honoreren. Maria was echter ook de moeder van de Schotse koning Jacobus VI en de dochter van de Franse prinses Marie de Guise. Vaak is het zo voorgesteld dat anti-protestantse overwegingen een doorslaggevend motief zouden hebben gevormd bij de invasieplannen. In feite prefereerde Filips echter een protestantse Elizabeth boven een Schots-Engels-Frans machtsblok dat een veel grotere bedreiging zou kunnen opleveren.
Op 18 februari 1587 werd Maria Stuart echter onthoofd. Ze had in haar testament haar aanspraak op de Engelse troon overgedragen op Filips II. Nu een geslaagde invasie hemzelf koning van Engeland zou maken en hij die de schijn kon geven van een bestraffing van het onrecht de 'katholieke martelares' aangedaan, begon Filips meer haast te zetten achter de operatie, nadat hij in de zomer van 1587 van een ernstige longontsteking hersteld was. Farnese, nu hertog van Parma geworden, voelde juist steeds minder voor het plan. Hij had in die zomer Sluis veroverd. Van daaruit had hij het kanalenstelsel naar Nieuwpoort laten verbeteren. Zo kon hij binnendoor de schuiten naar de kust van Duinkerke brengen achter Oostende langs, dat nog altijd in handen van de opstandelingen was. Daarbij had hij een goed en verontrustend beeld gekregen van de werkelijke situatie ter plaatse. Hij waarschuwde Filips dat, als hij er al in zou slagen voldoende vaartuigjes zeewaardig te maken, de Armada in ieder geval eerst de blokkadevloot van Justinus van Nassau moest uitschakelen, maar dat dit door de vele zandbanken en de grotere diepgang van de Spaanse schepen vermoedelijk niet zou lukken. Ook was zijn leger door ziekte en verliezen zwaar onder sterkte geraakt. Filips liet zich echter niet meer van zijn plan afbrengen: Parma moest maar improviseren als het zover was en verder zou men op God vertrouwen. Parma's voorstel om de Armada eerst de haven van Vlissingen te laten veroveren, waarvan de rede wél voldoende diepte had, werd afgewezen. De communicatie tussen de Nederlanden en Spanje verliep erg langzaam en een goede coördinatie tussen vloot en leger ontbrak.
Ondertussen bleven de Engelsen niet werkeloos toezien hoe Filips zijn vloot opbouwde. In het voorjaar van 1587 viel Drake de Spaanse havenstad Cádiz aan en vernietigde 24 schepen, naar eigen zeggen zelfs 37. Elizabeth wilde echter Filips niet tot het uiterste provoceren. Omdat het haar aan het geld ontbrak om de Engelse defensie krachtig te versterken, probeerde ze met de Spaanse koning tot een vergelijk te komen. In geheime onderhandelingen bood ze aan de Nederlanden weer helemaal in zijn macht te brengen, zij het dat voor twee jaar godsdienstvrijheid moest worden toegestaan, als hij in ruil daarvoor Engeland met rust liet. Filips was echter niet meer van plan enige concessie te doen. Wel rekte hij de onderhandelingen om Elizabeth te misleiden tot het laatste moment.
Filips wilde al in de winter van 1588 aanvallen, maar het bleek hem dat De Bazán er niet in geslaagd was de vloot op tijd gevechtsklaar te maken; in februari overleed de overwerkte admiraal. Het noodzakelijke uitstel betekende dat voorbereide katholieke opstanden in Schotland en door de Liga van Hendrik I van Guise in Frankrijk, te vroeg kwamen en uiteindelijk zouden mislukken. De expeditie kwam nu onder leiding te staan van Filips' neef, Alonzo Pérez de Guzmán el Bueno, de hertog van Medina Sidonia, die tegen zijn benoeming protesteerde met: "No soy hombre de mar, ni de guerra" ("Ik ben een man van zee noch oorlog"). Hoewel kapitein-generaal van Andalusië, had hij nog nooit echt gevochten en was zonder enige zee-ervaring. Filips wist echter dat de trouwe Medina Sidonia zijn bevelen tot op de letter zou volgen en ook dat hij een bekwaam administrateur was. Binnen enkele maanden had de hertog het aantal schepen vergroot van 104 naar 134 en de toestand bij de bewapening, munitie en kruitvoorraden aanzienlijk verbeterd, ondanks een steeds nijpender geldgebrek. Filips probeerde de financiële crisis te bezweren door Paus Sixtus V een lening van een miljoen dukaten te vragen, om zo de gezamenlijke katholieke zaak te dienen. Sixtus had echter geen vertrouwen in de zuiverheid van Filips' motieven, noch in de haalbaarheid van de hele operatie. Om de paus te bewijzen dat het hem niet om zijn persoonlijke macht te doen was, beloofde Filips om zijn vrome dochter Isabella van Spanje op de Engelse troon te zullen plaatsen. Sixtus stemde toen toe in de lening, maar zei het geld pas werkelijk beschikbaar te zullen stellen nadat Parma's leger geland was; hij geloofde niet dat de Engelsen ter zee verslagen konden worden.

## Krachtsverhoudingen

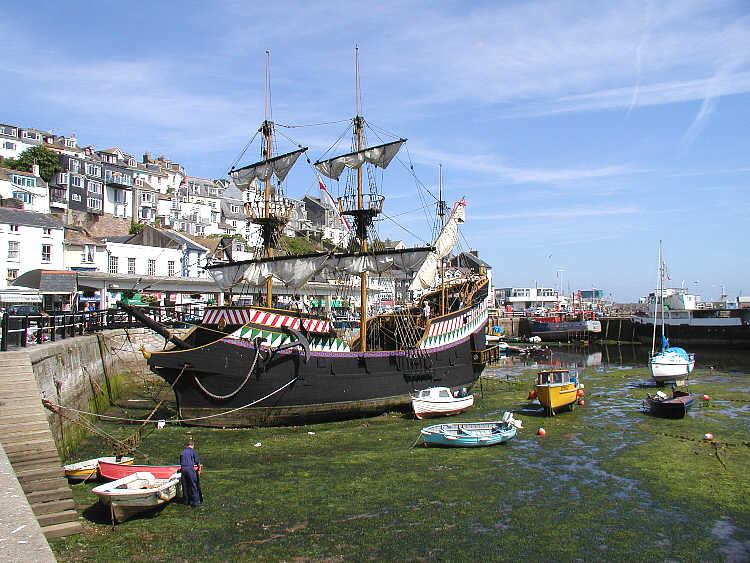
Een replica van een 16e-eeuws galjoen, de Golden Hinde van Francis Drake

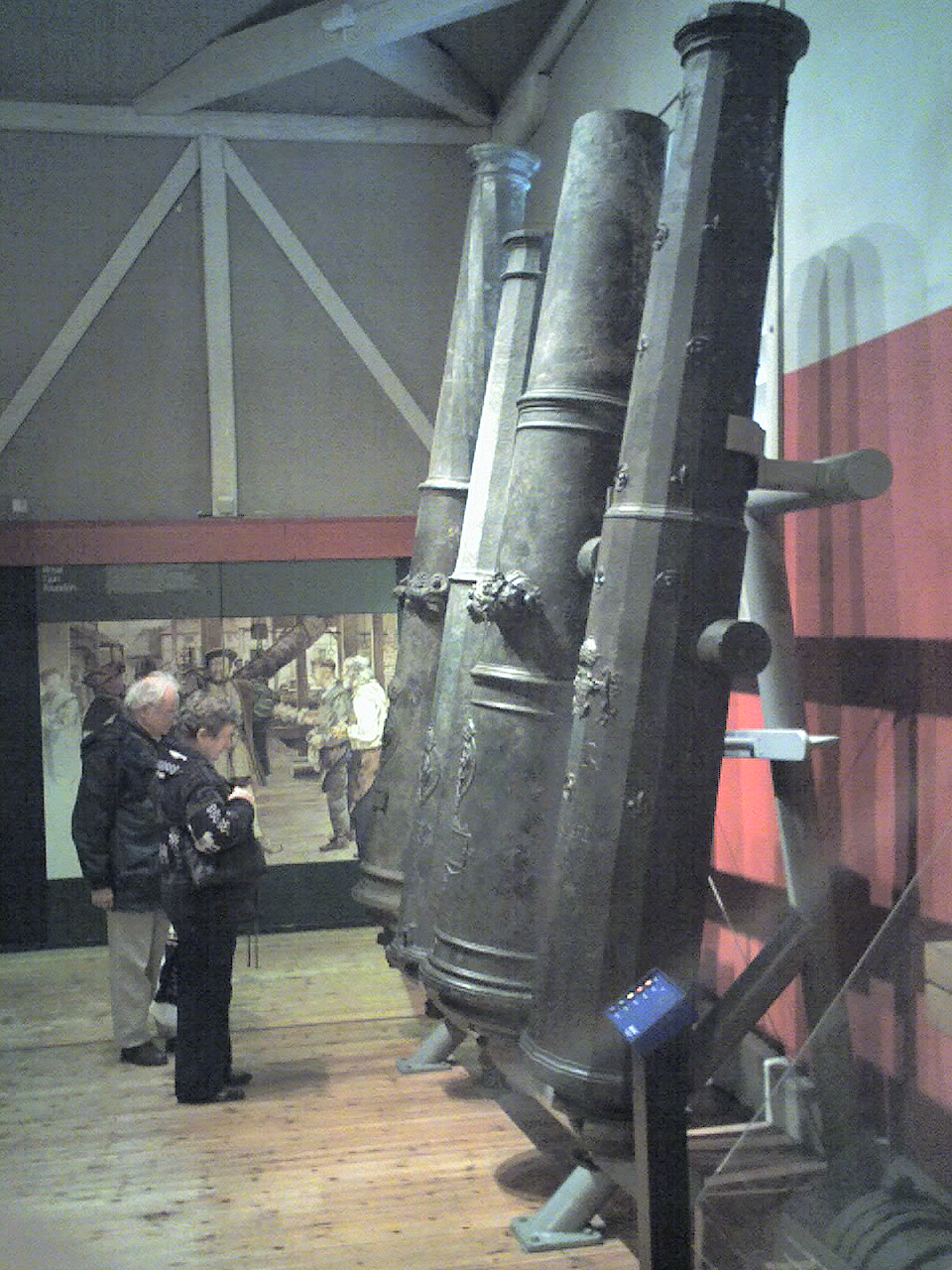
De gegoten bronzen kartouw bracht een revolutie teweeg in de scheepstactiek

De Armada bestond uiteindelijk uit 137 schepen, waarvan 129 bewapend. Slechts 28 daarvan waren gespecialiseerde zware oorlogsbodems: twintig galjoenen of oudere kraken die groot genoeg waren om als vlaggenschip van een eskader te dienen, vier galeien en vier galjassen. Daarnaast waren er 34 lichte pinassen. Het slechtst bewapend waren de 28 pure vrachtschepen of hulken, daaronder de Ragusaanse urcas, die geen kanondek hadden. Het restant bestond uit 39 koopvaarders, kraken die men omgebouwd had tot oorlogsschip door het aanbrengen van extra geschut en het opbouwen van hoge voor- en achterkastelen. De bewapening bestond uit 2830 kanonnen, voorzien van 123 790 kanonskogels en tweeduizend ton buskruit. Dat alles werd bemand door 8450 zeelui en 2088 galeislaven, versterkt door 19 295 soldaten — en daarvan bestond weer de helft uit ongetrainde rekruten, meestal werkloze landarbeiders, bedelaars en misdadigers die men in de weken tevoren geronseld had. Zo'n drieduizend edelen, geestelijken en ambtenaren waren ook aan boord, vergezeld van hun dienaren. Dit bracht het totaal aan opvarenden op ruim 35 000 man.
De Spanjaarden hadden grote ruchtbaarheid gegeven aan de expeditie om hun tegenstanders angst aan te jagen. Ze publiceerden zelfs een speciaal pamflet met precieze informatie dat de lezer onder de indruk moest brengen van de grote sterkte van de strijdmacht. Inderdaad had zich toen nog nooit zo'n zwaar bewapende vloot op de Atlantische Oceaan gewaagd, met ongeveer 58 000 ton waterverplaatsing — binnen enkele generaties zou een dergelijke omvang overigens niets bijzonders meer zijn. De vloot heette officieel de Grande y Felicísima Armada ('grote en allerfortuinlijkste oorlogsvloot'). De vlagofficieren en ook Filips zelf waren zich er wel van bewust dat de vloot in opzet al totaal verouderd was.
In het midden van de 16e eeuw had zich een grote verandering in de scheepstechniek en -tactiek voorgedaan. Een nieuw scheepstype, het galjoen, met een rechte voorkant boven een verlaagde boeg, maakte het mogelijk een grote vuurkracht in de bewegingsrichting van het schip te concentreren. Door het vaartuig lager en langer te maken, met drie of vier masten, werd het sneller en toch wendbaarder. Een trager vijandelijk schip van het oudere kraak-type kon niet verhinderen dat een galjoen keer op keer op korte afstand zijn zwakste punt onder vuur nam. Een galjoen was extra gevaarlijk als het was uitgerust met een nieuw type kanon, de rechtop gegoten slang, of diens verkorte versie de kartouw, waarbij door de vloeistofdruk tijdens het gieten het brons of ijzer achteraan sterker werd zodat krachtiger drijfladingen gebruikt konden worden. Beide verbeteringen in combinatie maakten het kanon het beslissende wapen in het scheepsgevecht, terwijl het eerst voornamelijk een ondersteuningswapen bij het enteren geweest was.
De Spaans/Portugese marine had maar twintig galjoenen (die niet eens alle ingezet konden worden) en de Armada slechts 21 slangen en 151 lichtere halfkartouwen. De Engelse marine had 27 galjoenen, 153 slangen of kartouwen en 344 halfkartouwen; daarnaast zouden de Engelsen nog 170 andere schepen inzetten, de meeste daarvan privébezit, waaronder 83 in beslag genomen koopvaarders. Veel van de overige vaartuigen waren snelle en goedbewapende kaperschepen. Gezien die feiten verwachtten de Spanjaarden niet de Engelse vloot tot een gevecht te kunnen dwingen en beslissend te verslaan. Maar, zo legde Filips in zijn gedetailleerde instructies aan Medina Sidonia uit, dat was ook overbodig. Het ging er immers om het leger over te zetten. Indien de Engelsen dat wilden verhinderen zouden ze gedwongen zijn zelf te komen. Als de Spaanse vloot nu maar in een gesloten formatie bleef, zou zo'n aanval goed zijn af te slaan: dan konden de Spaanse schepen elkaar ondersteunen en zouden de Engelsen minder voordeel hebben van hun betere manoeuvreerbaarheid. En een entergevecht zouden de Spanjaarden zeker winnen, want hun schepen waren ware 'zeekastelen', afgeladen met soldaten.
Beide partijen gingen ervan uit dat een landing door Parma gevolgd zou worden door een snelle Engelse nederlaag. Parma's leger gold als het beste in Europa; de Engelsen daarentegen hadden helemaal geen staand leger. Elizabeth kon een beroep doen op de volksmilitie, de Trained Bands, maar die waren meestal slechts bewapend met handbogen en van de twintigduizend militieleden in Zuidoost-Engeland zouden in werkelijkheid maar een paar duizend op tijd tegen een vijandelijk leger opgesteld kunnen worden, mede doordat vele duizenden voor de vloot geronseld waren. Daarnaast had ze haar eigen koninklijke garde en beschikten de leden van de adel over hun persoonlijke wapenknechten. Bij elkaar leverde het geen samenhangend veldleger op dat enige kans had tegen Parma een slag te winnen. Terugvallen op sterke vestingsteden was ook al geen optie want die waren er niet. Londen had nog hoge middeleeuwse stadsmuren, zonder aarden wallen, die Parma's belegeringsartillerie snel zou slechten. Parma hoopte de hoofdstad binnen acht dagen te bereiken; was ze eenmaal gevallen dan zou het Engelse verzet in elkaar storten want het noorden en westen van het land waren nog overwegend katholiek. Alle hoop van de Engelsen was dus gevestigd op de vloot.

## Naar Engeland

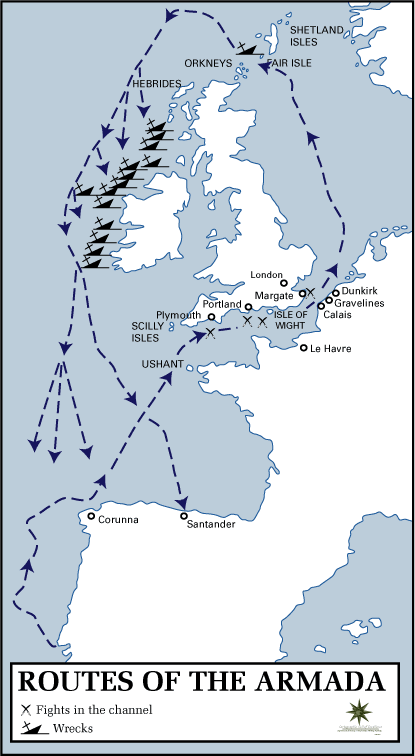
Tocht van de Spaanse Armada

Op 26 april begon de vloot zich in te schepen en op 11 mei vertrok de Armada uit de haven van Lissabon. Men bleef daarna door tegenwind bij de Torre de Belém hangen en de eerste vaartuigen bereikten pas op 28 mei volle zee. De vloot was zo groot en langzaam dat het twee volle dagen duurde voordat alle schepen uitgevaren waren. De Armada bestond uit negen eskaders — een weerspiegeling van het grote aantal Habsburgse bezittingen waarvan men de zeemachten samengevoegd had — die meestal aangevoerd werden door ervaren en beroemde zeevaarders.
- Een uitzondering was het eerste eskader, waar Medina Sidonia zelf aan het hoofd stond van elf Portugese schepen en een in beslag genomen Toscaans schip (de San Francesco), met als vlaggenschip de San Martín (of São Martinho in het Portugees).
- Het tweede was het eskader van de Golf van Biskaje van veertien schepen, onder leiding van admiraal Juan Martínez de Recalde op de Santa Ana, toen algemeen beschouwd als de grootste levende zeeheld van Spanje.
- Het derde was dat van Castilië, bestaande uit zestien schepen onder commando van admiraal Diego Flores de Valdés op de San Cristóbal, die door Filips speciaal was aangewezen om de onervaren Medina-Sidonia met advies in zeezaken bij te staan.
- Het vierde was dat van Andalusië, elf schepen onder admiraal Pedro de Valdés op de Nuestra Señora del Rosario.
- Het vijfde eskader kwam uit de Baskische provincie Guipúzcoa en stond onder leiding van de Baskische kapitein-generaal Miguel de Oquendo die dertien schepen aanvoerde op een tweede Santa Ana.
- Het zesde was het Levanteskader, tien koopvaarders die op de Levant voeren gecommandeerd door Martín de Bertendona op La Regazona.
- Het zevende was dat van de 23 Ragusaanse vrachtschepen, urcas, onder Juan Gómez de Medina op El Gran Grifón.
- Het achtste was een licht eskader van 22 pinassen onder Antonio Hurtado de Mendoza.
- Het negende bestond uit de vier galjassen van het Koninkrijk Napels, grote zeilschepen die ook nog eens een roeidek hadden, onder Hugo de Moncada op de San Lorenzo.

Naast deze 125 schepen in eskaderverband waren er nog vier galeien en acht onbewapende schepen, waaronder een hospitaalschip.
De voortgang was tergend traag. De snelheid was beperkt tot die van de langzaamste vrachtschepen, zelfs voor de wind niet meer dan drie knoop. Pas rond 14 juni bereikte men Finisterre, de noordwest-kaap van het Iberisch Schiereiland. Vandaar uit kon de oversteek naar Engeland beginnen, maar de vloot werd uiteengeslagen door een zware storm. Daarbij was het drinkwater bijna op en bleken de vleesvoorraden onvoldoende gepekeld zodat ze begonnen te rotten. De bemanning leed aan dysenterie en vertoonde, meestal al ondervoed nog voordat de reis aanving, de eerste tekenen van scheurbuik. Op 19 juni besloot Medina Sidonia dat de toestand onhoudbaar was geworden en liet de vloot weer verzamelen in de haven van La Coruña, waar meteen vers water en voedsel kon worden ingeslagen. Daar schreef hij ook een brief aan Filips of die niet meende dat na zulke slechte voortekenen de expeditie afgeblazen moest worden, ook omdat nu wel bleek dat de vrachtschepen geen vaart konden maken op de Atlantische Oceaan. Op 6 juli ontving hij antwoord: de Spaanse koning wees er geduldig op dat dit soort schepen regelmatig op Engeland voer en dat de hertog vooral de moed niet moest laten zakken. Op 19 juli, toen alle schepen zich opnieuw bij de hoofdmacht hadden gevoegd, stak de vloot weer in zee.
Midden op de Golf van Biskaje aangekomen, werd de vloot op 25 juli weer overvallen door een storm, nu met veel ernstiger gevolgen: de galei Diana leed schipbreuk bij Bayonne op de Franse kust en de andere drie galeien zagen zich ook gedwongen daar beschutting te zoeken, alsmede de Santa Ana van De Recalde; wegens een eerder beschadigd raken had de admiraal echter zijn vlag al laten overbrengen op de San Juan (São João). Geen van die vier schepen zou zich weer bij de vloot voegen. Het aantal zware oorlogsbodems liep zo terug naar 23. Op 29 juli kwam de Engelse kust in zicht. Daar werden vuurbakens ontstoken om het land te waarschuwen, maar anders dan de legende wil, verspreidde het nieuws zich hierdoor niet erg snel. Om misbruik te voorkomen moest bij ieder baken eerst een vrederechter gehaald worden om toestemming te geven het vuur aan te steken. In feite zorgden ijlboden voor de eerste waarschuwing.

## Door Het Kanaal

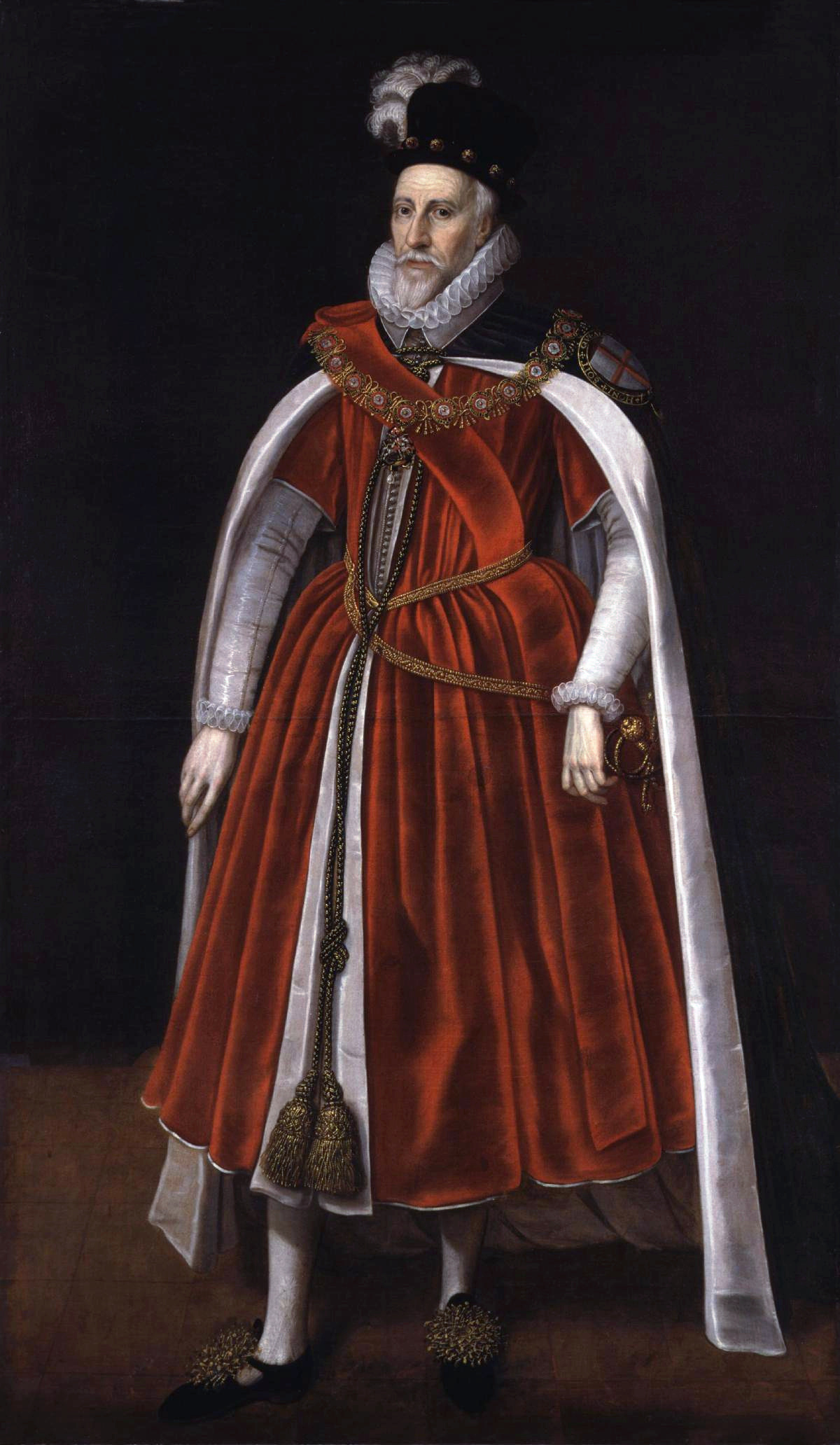
Charles Howard op latere leeftijd, als Earl

De eskadercommandanten hielden nu een krijgsraad waarin ze besloten niet verder Het Kanaal in te varen dan het eiland Wight. Daar aangekomen zou men wachten tot Parma bericht gaf dat hij klaar was voor de inscheping; men zond een pinas vooruit met een bode die hem via Frankrijk moest bereiken. Filips' gedetailleerde instructies hadden in zo'n wachttijd niet voorzien: die gingen ervan uit dat de vloot zo snel mogelijk naar het Nauw van Calais zou varen. De commandanten waren echter niet van plan in zo'n kwetsbare positie weken voor anker te gaan liggen. Wel hield men zich aan Filips' aanwijzing om langs de Engelse kust te varen in plaats van de Franse.
Ondertussen had de Engelse vloot zich proberen voor te bereiden op de Spaanse aanval. Men had besloten de zeemacht te splitsen: de hoofdmacht zou zich in het westen stationeren onder commando van de Lord High Admiral baron Charles Howard; één eskader, onder Admiral of the Narrow Seas Lord Henry Seymour, zou oostelijker Duinkerken blokkeren. De hoofdmacht had als viceadmiraal Drake en als schout-bij-nacht (Rearadmiral) de kaper John Hawkins, die in de voorgaande jaren de vlootopbouw georganiseerd had. Op bericht dat de Armada bij Finisterre gesignaleerd was, was men vanaf 4 juli op de Golf van Biskaje gaan kruisen in de hoop de Spanjaarden te onderscheppen. Toen die niet kwamen opdagen — ze hadden immers door de storm moeten terugvallen op La Coruña — had gebrek aan proviand de Engelsen gedwongen op 22 juli terug te keren naar Plymouth. Elizabeth was zo optimistisch geworden door de tegenslagen bij de Spanjaarden dat ze eerst besloot de bemanningen van de meeste schepen maar weer te ontslaan. Een woedende Howard had haar althans van deze bezuinigingsmaatregel kunnen afbrengen, maar de voedselsituatie bleef slecht; de kruitvoorraden van de schepen waren standaard — maar dus slechts voldoende voor een paar dagen vechten; er was geen vervangingsvoorraad.

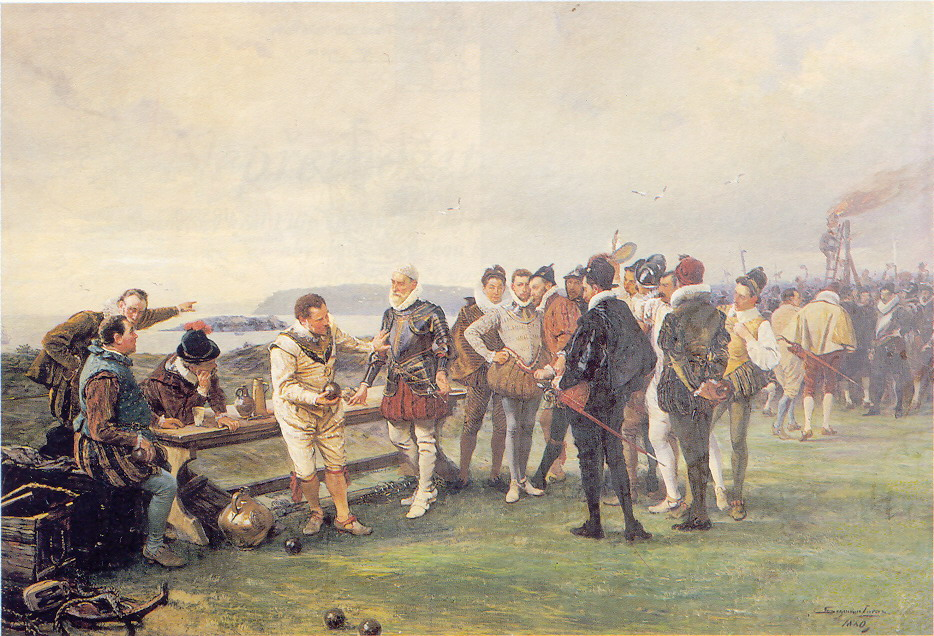
The Armada in Sight door John Seymour Lucas, een schilderij uit 1880: Drake kegelt gerust door

In de avond van 29 juli besloot Medina Sidonia, onder druk van de andere commandanten, om ook op een tweede punt van Filips' instructies af te wijken: men zou proberen de Engelse vloot in de haven van Plymouth te verrassen. Die was die middag echter al door de piraat Thomas Fleming, kapitein van de Golden Hind, van de nadering van de Armada op de hoogte gesteld. Volgens de legende was Drake met een partijtje kegelen bezig en reageerde: "We hebben tijd genoeg om het spel af te maken en ook nog de Spanjaarden te verslaan". In werkelijkheid haastte de vloot zich de haven uit, maar werd daarbij gehinderd door een zuidwestenwind. Door sloepen de ankers steeds wat verder te laten werpen, trokken de schepen zich gedurende de nacht tegen de wind in naar open zee.
Op de avond van 30 juli trof de Armada zo de Engelse vloot, 54 schepen sterk, aan bij Dodman Point (Cornwall, bij Mevagissey) en ging ten westen voor anker, hopend op een beslissende slag de volgende ochtend. Die nacht laveerden de Engelsen zich echter ten westen van de Armada en wonnen zo de loef. De loefpositie, aan de kant waarvandaan de wind waait, biedt grote voordelen in het zeilgevecht. Voor de wind aanvallend, kan men het moment en de plaats van de confrontatie aan de verdediger opdringen; daarbij rolt het schip veel minder waardoor de zuiverheid van het kanonschot aanzienlijk verhoogd wordt. Howard had de vloot opzettelijk zo westelijk mogelijk gehouden; hij wilde de Armada tijdens haar tocht door Het Kanaal steeds van achteren aanvallen in plaats van verdedigend teruggedreven te worden.

### Eerste schermutseling op 31 juli

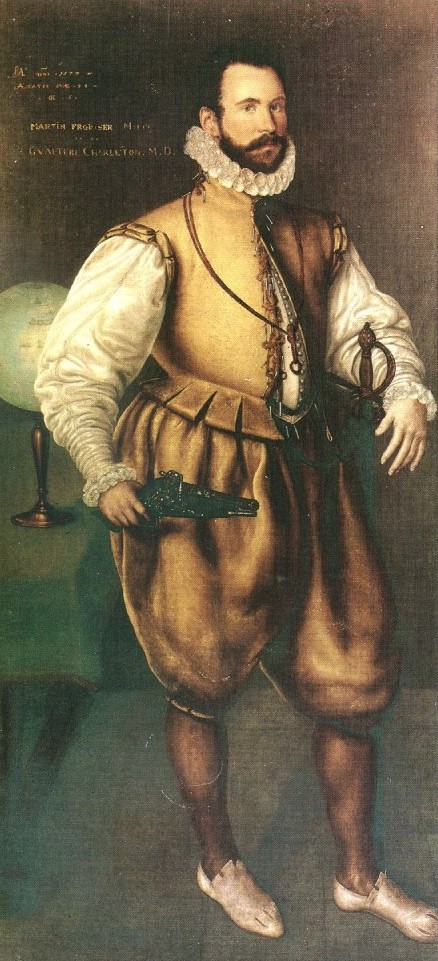
Martin Frobisher, een van de wreedste piraten van zijn tijd

Op 31 juli was de Spaanse vloot dus gedwongen naar het oosten te varen in een verdedigende formatie. Daarvoor koos men de halve maan: de galjassen gingen voorop, de vrachtschepen bleven in het midden, en links en rechts waren er twee schuin naar achteren gerichte hoorns met daarin de sterkste galjoenen. Die zouden de vijand omvatten, mocht die proberen de kwetsbare transportschepen te bereiken. Die hoorns waren natuurlijk zelf ook kwetsbaar voor een aanval en lagen op de uiteinden zo'n twaalf kilometer uit elkaar.
De Engelsen hadden geen vaste formatie en ook geen eskaderindeling. Howards vloot bestond uit zestien reguliere marineschepen aangevuld met koopvaarders en kapers, die nu uit alle havens aanliepen, belust op buit: binnen een week zou zijn strijdmacht uitgroeien tot 101 schepen; die dag waren er al elf aangekomen. De discipline was slecht en de schepen hadden nooit in een vast verband samen slag geleverd. Iedere kapitein was er allereerst op uit zelf prijzen (buitschepen) te winnen en het werd niemand kwalijk genomen als hij zijn persoonlijk belang boven het algemene liet gaan. Hierdoor werd de superieure vuurkracht en wendbaarheid van de Engelse schepen niet uitgebuit voor een beslissende gezamenlijke manoeuvre. De leidende kapiteins toonden zich wel heel vindingrijk in het met persoonlijk initiatief scheppen van kansen om een Spaans schip buit te maken. Zoals in de piraterij gebruikelijk maakten ze per geval met lichtere schepen afspraken over ondersteuning en het verdelen van buitgeld.
Howard, op de Ark Royal (de vroegere Ark Ralegh), viel de Spaanse rechterhoorn van achteren aan en bracht de Rata Encoronada van Alfonso de Leiva in moeilijkheden maar dat schip werd snel door andere ontzet. De linkerhoorn van de Armada werd aangevallen door een groep schepen onder de ontdekkingsreiziger en piraat Martin Frobisher op de Triumph, het sterkste schip van de Engelse vloot, die samenwerkte met Drake op de Revenge. De Recalde wendde nu de steven van de San Juan en daagde in zijn eentje het Engelse eskader uit, vermoedelijk in de hoop dat de vijand een poging zou wagen zijn schip te nemen, wat uit zou kunnen lopen op een voor de Spanjaarden veel voordeliger algemeen entergevecht tussen beide vloten. De San Mateo (São Mateus) van zijn viceadmiraal Diego Pimentel volgde zijn voorbeeld maar de Engelsen hielden ruime afstand terwijl ze beide schepen, daardoor zonder al te veel effect, beschoten.
Medina Sidonia liet nu zijn vloot stilvallen om de orde te herstellen. Toen de afgezonderde schepen door de westenwind weer naar de Armada dreven, staakten de Engelsen hun aanval. Medina Sidonia probeerde nu voor een paar uur de vijand naar het westen te achtervolgen maar de snellere Engelse schepen konden onmogelijk ingelopen worden en de Spanjaarden draaiden dus maar weer om.
Rond vier uur vonden in de Armada kort achter elkaar twee ernstige ongelukken plaats. Eerst botste het vlaggenschip van Pedro de Valdés, de reusachtige kraak Nuestra Señora del Rosario, met de Catalina: zijn boegspriet brak af en de fokkenmast sloeg los. Enige minuten later sloeg een explosie het achterkasteel van de San Salvador eraf. Terwijl twee galjassen dit zwaar beschadigde galjoen op sleeptouw namen, deed een plotse zware zeegang de Rosario zo stampen dat de fokkenmast brak en naar achteren in de grote mast viel, wat het schip stuurloos maakte. Een sleeptouw met de te hulp geschoten San Martín brak. Op advies van Diego Flores de Valdés, de neef en persoonlijke vijand van Pedro, besloot Medina Sidonia toen het schip achter te laten met een klein groepje schepen dat alsnog moest proberen het in veiligheid te brengen. Het aantal zware schepen was zo teruggelopen tot 22.

### 1 augustus

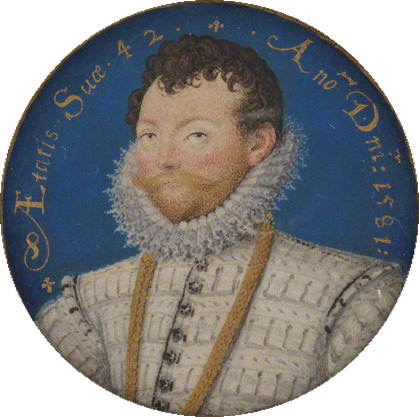
Francis Drake

In de nacht van 1 augustus bleef de Armada naar het oosten varen. Howard besloot 's nachts te volgen, een riskante manoeuvre. Drakes Revenge moest voorop gaan en met zijn heklicht de rest van de Engelse vloot de weg wijzen. Howard op de Ark voer er vlak achteraan. Toen het duister gevallen was, verdween plotseling het navigatielicht van de Revenge en pas na enige tijd vonden de uitkijken ver naar het oosten weer een lichtbron. Howard bleef hierop koers houden en naderde. Toen het licht werd, ontdekte hij echter tot zijn schrik dat zijn schip zich samen met de White Bear en de Mary Rose in de halve maan van de Armada bevond; hij had de lantaarns van de achterste schepen van het Spaanse centrum gevolgd! De Revenge was nergens te bekennen.
Nog voor de Spanjaarden konden reageren, zeilden de drie schepen haastig terug naar de eigen vloot. Daar bleek dat Drake de dag tevoren eerst Frobisher misleid had met een afspraak de volgende morgen samen de Rosario te nemen en er toen na het doven van zijn lichten 's nachts tussenuit was geknepen om met de kaper Jacob Whiddon op de Roebuck en twee van Drakes eigen pinassen het Spaanse schip prijs te maken. Hij trof het verlaten door de geleideschepen aan en De Valdés gaf de Rosario vrijwel meteen over op voorwaarde dat het leven van de bemanning gespaard zou blijven. De Roebuck bracht het schip, met 55 000 dukaten soldij aan boord, op in Torbay; belangrijker was dat het kruit onmiddellijk over de grote Engelse schepen verdeeld werd om de flink geslonken voorraden aan te vullen. Het tekent de verhoudingen in de Engelse vloot dat voor Drakes toch zeer grove insubordinatie het excuus aanvaard werd dat hij, uit vrees dat de Spanjaarden in de nacht een omtrekkende beweging zouden maken, naar het zuiden gevaren was en toen puur toevallig de Rosario ontdekt zou hebben.
Rond elf uur 's morgens gaven de Spanjaarden de zinkende San Salvador prijs, met achterlating van de gewonden. Thomas Fleming wist het schip echter in de haven van Weymouth te brengen, wat de Engelsen nog eens 132 vaten kruit opleverde, samen met het kruit van de Rosario een hoeveelheid gelijk aan een derde van de voorraden van de hele Engelse vloot.
In de avond besloot Medina Sidonia de halve maan te verlaten en een meer uitgerekte formatie aan te nemen met de vrachtschepen in het midden, de sterkste schepen in de achterhoede en de galjassen in de voorhoede. Diego Enríquez werd benoemd als opvolger van Pedro de Valdés als aanvoerder van het Andalusisch eskader. Dat de discipline aan Spaanse zijde een stuk strenger was, bleek uit het bevel dat iedere kapitein die nog formatie verbrak zonder pardon gehangen moest worden. Ook zond hij opnieuw een pinas naar Parma met de dringende boodschap zo snel mogelijk tegenbericht te sturen. In de nacht weigerde De Moncada, de aanvoerder van de galjassen, om een verrassingsaanval bij maanlicht op de Engelse vloot uit te voeren.

### Gevecht van 2 augustus

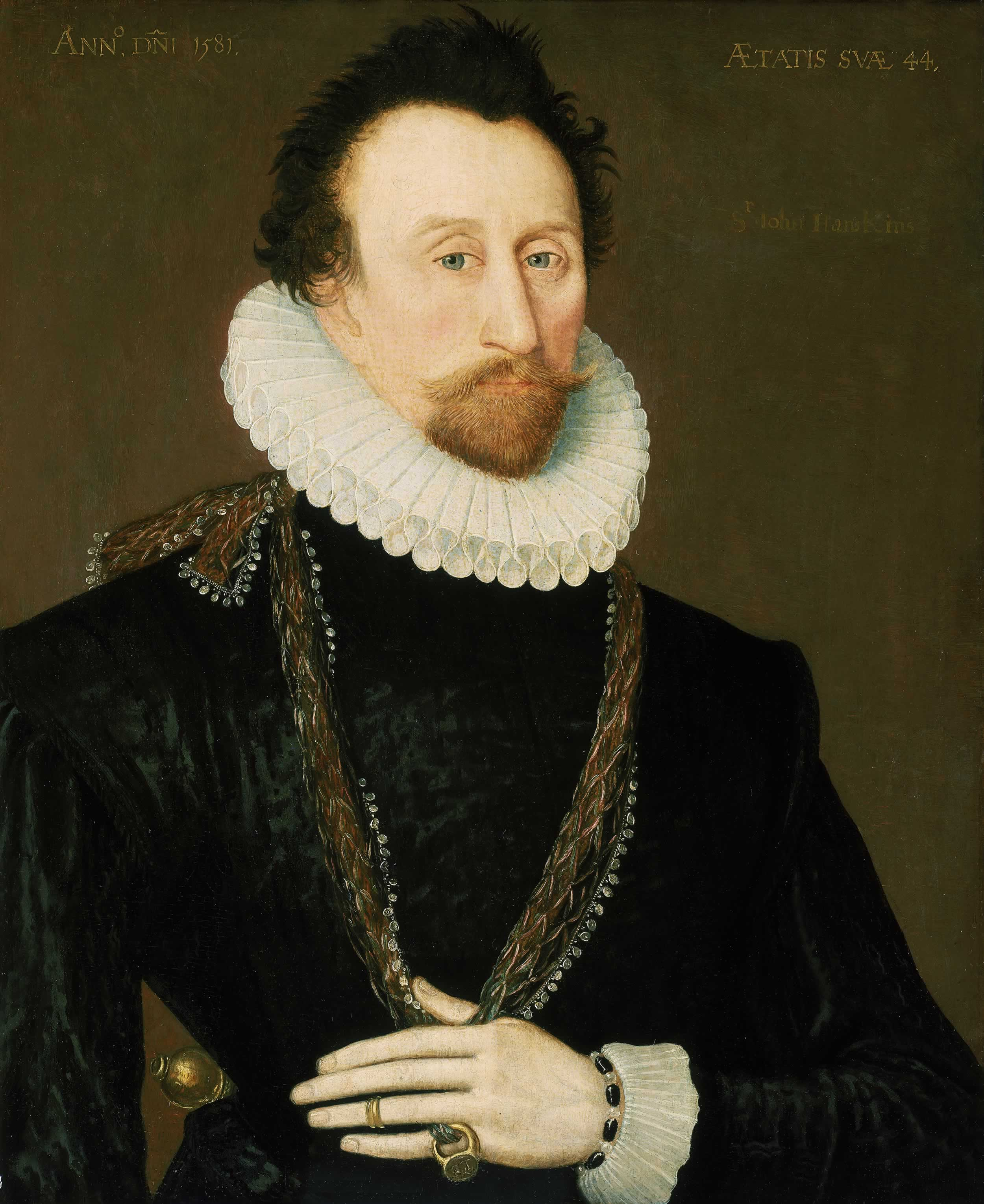
John Hawkins, de gentleman pirate, die zijn slachtoffers meestal netjes aan land zette

De volgende dag draaide de wind naar het noordoosten en de Armada had nu de loef, voor de kust van Dorset. Medina Sidonia besloot tot de aanval over te gaan. Howard in het centrum en Drake aan de zuidkant van het gevecht, hielden weer moeiteloos afstand. Een enorme kanonnade barstte los, de felste die de wereld tot dan toe gezien had, waarbij vooral de veel sneller vurende Engelse schepen een belangrijk deel van hun kruit verschoten. Opnieuw was het effect door de te grote afstand gering.
Frobisher op de noordkant kwam echter klem te zitten tussen de Armada en de klip van Portland Bill bij Weymouth, samen met vijf bewapende koopvaarders, de Merchant Royal, Centurion, Margaret and John, Mary Rose en Golden Lion. De zes schepen werden aangevallen door de vier galjassen. Frobisher, die dit jachtgebied als piraat op zijn duimpje kende, ging pal voor anker liggen in het kalme water tussen de sterke getijdestroom en de neer, de tegenstroom; het lukte de galjassen niet hem te bereiken. Howard poogde Frobisher te hulp te schieten en toen Medina Sidonia dit bemerkte, wilde hij deze ideale gelegenheid om eindelijk het nabijgevecht aan te gaan uitbuiten; maar zijn eskader moest van richting veranderen omdat De Recalde aan de zuidzijde geïsoleerd was geraakt en door Drake in het nauw gebracht werd. In zijn eentje zette de San Martín toen koers naar Howards Ark Royal en liet bij diens schepen aangekomen zijn voorondermarszeil zakken, de gebruikelijke uitdaging tot enteren. De Ark, Elizabethan Jonas, Leicester, Golden Lion, Victory, Mary Rose, Dreadnought en Swallow gingen niet op het aanbod in maar beschoten het vlaggenschip van de Spaanse admiraal een uur lang op afstand voordat het door het eskader van De Oquendo ontzet kon worden; zeilen, masten, tuigage en de door de paus ingezegende Heilige Standaard hadden zwaar te lijden, maar de romp was nergens doorboord hoewel het schip zo'n vijfhonderd maal getroffen werd.
De wind was intussen weer naar zuid-west gedraaid en de Armada hervatte haar koers naar het oosten, zonder verder een poging te wagen in Portland te landen, zoals de Engelsen hadden gevreesd. Medina Sidonia zond voor de derde maal een pinas naar de hertog van Parma met de aansporing zijn troepen in te schepen.

### Voor Wight

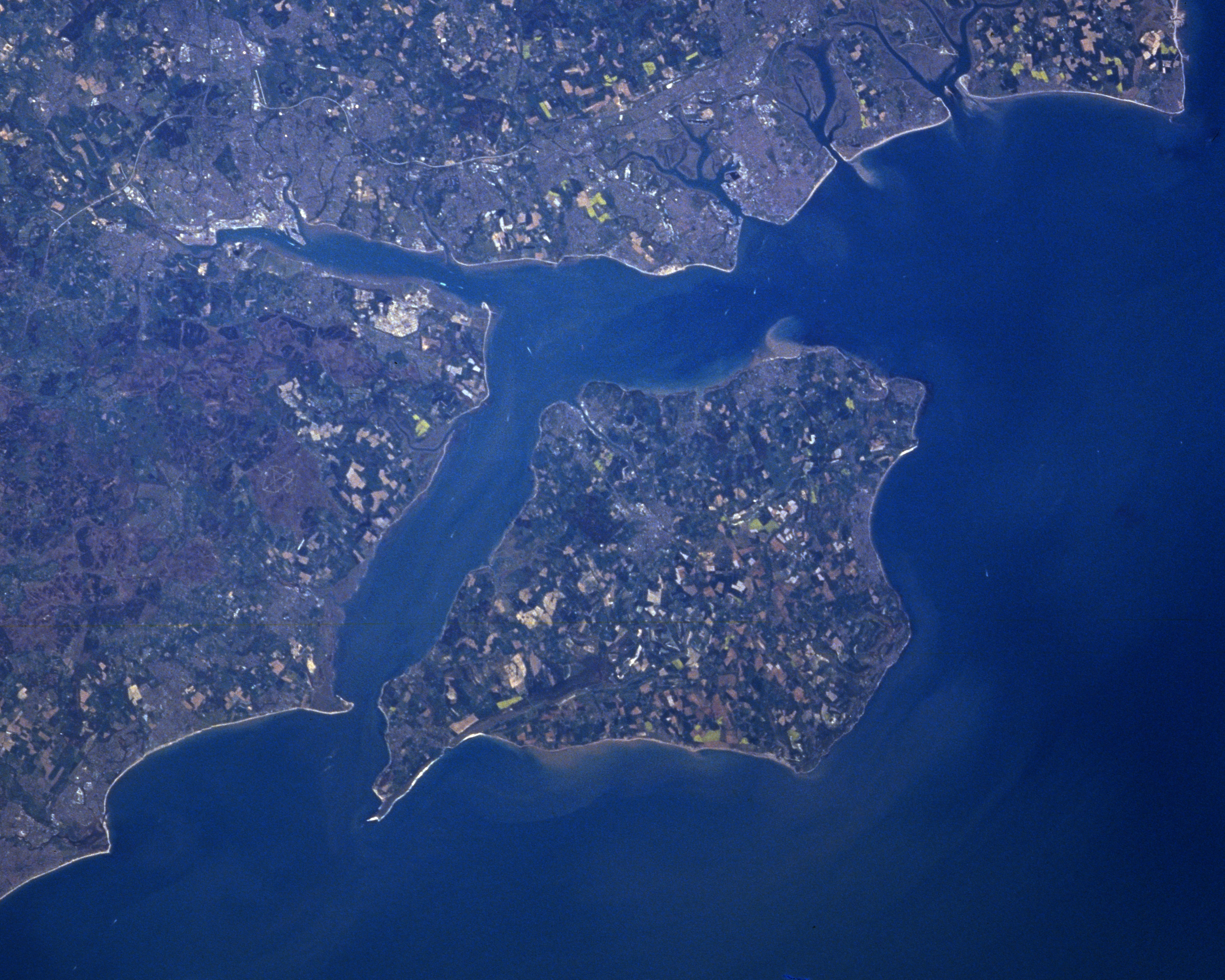
Wight kon alleen via de Spithead benaderd worden; de westelijke invaart via de Solent was te nauw

In de morgen van 3 augustus bleek het grote vrachtschip El Gran Grifón achter te zijn geraakt bij de rest van de vloot. Het werd bij het ochtendgloren meteen aangevallen door Drake die, nu dicht naderend in de hoop deze verlokkelijke prijs te winnen, het zeer zwaar beschadigde. De Spaanse linkervleugel zakte echter af en ontzette het schip, dat door een galjas op sleeptouw genomen werd.
Rond het middaguur kwam de Armada ter hoogte van Wight, de plaats waar men op antwoord van Parma wilde wachten. Filips had in zijn schriftelijke instructies expliciet bevolen dat het eiland niet al meteen veroverd mocht worden. De Spaanse krijgsraad had hier niet openlijk tegen in willen gaan, maar op open zee wachten was uiterst roekeloos; men zou in feite een poging gaan wagen de Spithead, de oostelijke zeestraat tussen Wight en het vasteland, binnen te dringen, een manoeuvre die alleen zin had als die gevolgd zou worden door een verovering van het eiland of van de tegenover gelegen haven van Portsmouth. De Engelsen waren zeer bezorgd over deze mogelijkheid: als Wight een Spaanse basis werd, zou het onder constante blokkade gehouden moeten worden, zowel op land als op zee, iets waar, als het al lukte, simpelweg geen geld voor was. Om deze catastrofe te voorkomen, besloot Howard in de nacht van 3 op 4 augustus een nachtelijke aanval door 24 bewapende koopvaarders — verder toch niet al te bruikbare schepen — uit te laten voeren, in de hoop zo de Spanjaarden van hun koers af te brengen. Een windstilte voorkwam echter de uitvoering van dit plan. Om meer eenheid in de groeiende vloot te brengen, werd ieder schip aan een van vier eskaders toegewezen, die van Howard, Drake, Hawkins of Frobisher.
Op 4 augustus was het toevallig springtij rond het middaguur en de Armada had tot dan de tijd om met het inlopend tij St. Helen's Roads, de toegang tot de Spithead, binnen te varen; daarna zou het aflopend tij, door de sterke getijdenwerking in Het Kanaal van een enorme kracht, drie dagen lang sterker zijn dan het inlopend tij en de trage Armada de invaart onmogelijk maken. In de ochtend bleken echter het galjoen San Luis en de koopvaarder Santa Ana te zijn achtergebleven en Howard zette nu alles op alles om de Armada hiermee af te leiden, ondanks de windstilte. Hij liet zijn schepen met roeiboten in de richting van de twee achterblijvers slepen. Drie galjassen gingen in de tegenaanval, La Rata Encoronada meeslepend voor meer vuurkracht. De roeiboten trokken de Engelse galjoenen hierop dwars zodat ze de galjassen de volle laag konden geven, die beschadigd de wijk moesten nemen. Een westerbries stak op en beide vloten begonnen nu voluit slag te leveren, waarbij de Engelsen, geholpen door het bezitten van de loef, feller aandrongen dan de voorafgaande dagen omdat er zo veel op het spel stond. Tegelijkertijd vreesden ze zo de Spanjaarden juist de Spithead in te drijven. Om dit te verhinderen plaatste Frobisher zich opnieuw tussen de Armada en de kust, ditmaal van Wight, zo ver naar het noordoosten opdringend dat hij de San Martín bedreigde. Net zoals twee dagen tevoren kwam De Oquendo's eskader het vlaggenschip te hulp en weer paste Frobisher de list toe zich tussen de ingaande getijdestroom en de tegenstroom te plaatsen, een schijnbaar weerloze prooi vormend die in feite nauwelijks bereikbaar was. Nadat de Spanjaarden kostbare tijd verloren hadden de tegenstroom te bedwingen, liet Frobisher de Triumph door zijn boten er in slepen en alle zeilen bijzettend, verdween hij naar het zuiden, vergeefs achtervolgd door de San Martín.
Aan de zuidzijde had ondertussen een felle flankaanval die zich concentreerde op de beschadigde San Mateo, de linkervleugel van de Armada naar het oosten gedreven, voorbij St. Helen's Roads. Om niet op de Engelse kust te lopen, was de Spaanse vloot gedwongen de open zee op te zoeken. De kans Wight te bezetten was verloren gegaan en daarmee de laatste gelegenheid een beschutte haven te vinden. Er zat nu niets anders op alsnog naar Duinkerken te varen.

## Op de rede van Calais

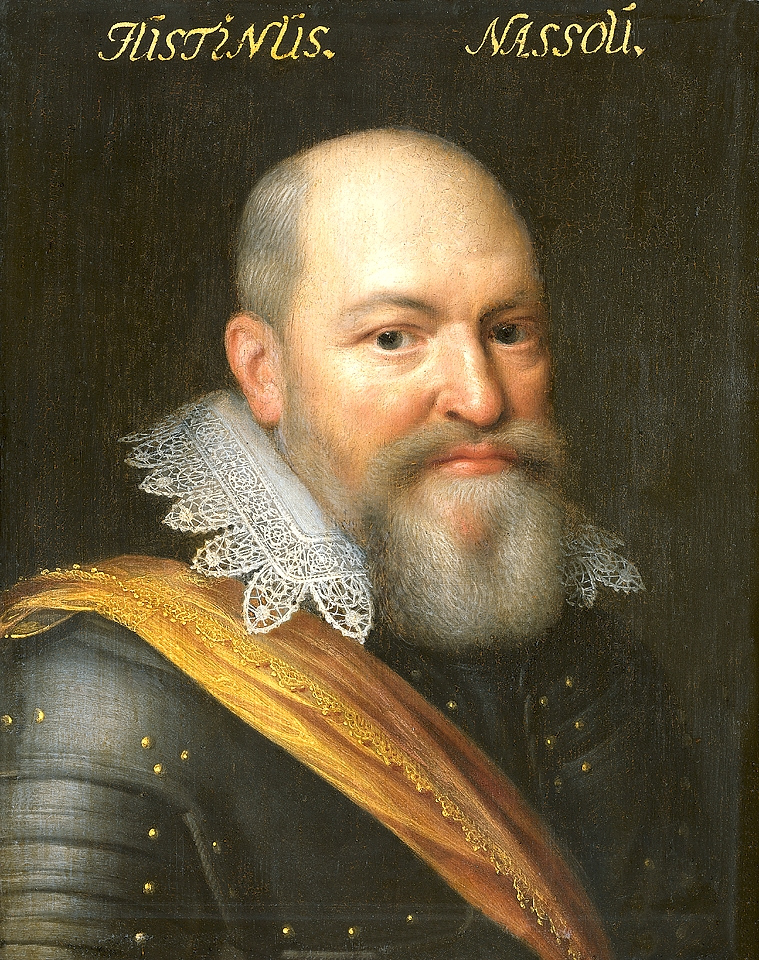
De scheepjes van Justinus van Nassau blokkeerden de haven van Duinkerken

In de morgen van 5 augustus ridderde Howard vele kapiteins, waaronder Hawkins en Frobisher. Hij had reden tot een zekere tevredenheid: iedere landingspoging op de Engelse zuidkust was verijdeld en de Engelse vloot had zich duidelijk superieur betoond aan de Spaanse, die zich meestal in de verdediging had laten drukken. Wat hem toch nog pessimistisch stemde was dat die verdediging grotendeels gelukt was. Slechts twee Spaanse schepen waren verloren gegaan en dat niet eens door toedoen van de Engelsen, maar door puur toeval; een toeval dat voor Engeland een totale nederlaag afgewend had, want zonder het kruit op die schepen buitgemaakt zou men al door de voorraden heen geweest zijn. Howard smeekte de vestingen op de kust hem hun kruit te sturen maar door Elizabeths zuinigheid was er ook op land bijna niets in opslag. De vloot had net genoeg voor nog één gevecht en tot de beslissende slag om te verhinderen dat Parma zich bij de Armada kon voegen, moest men haar voorlopig met rust laten en zich beperken tot een achtervolging.
Die vrijdag en de volgende zaterdag zeilde de Armada ongehinderd verder om in de middag van 6 augustus voor anker te gaan op de rede van Calais, dertig kilometer van Duinkerken. Medina Sidonia zond op beide dagen in totaal drie pinassen naar Parma, eerst om te vragen of vanuit Duinkerken niet een vijftigtal lichte schepen ter ondersteuning konden vertrekken en daarna om van het arriveren van de vloot kond te doen. Hij had van Parma nog geen enkel tegenbericht ontvangen, maar nam aan dat die met zijn leger en een hele vloot schuiten klaar lag voor snelle inscheping en overtocht.
De werkelijke situatie was geheel anders. In juni had Parma verscheidene dringende berichten en zelfs een speciale boodschapper, Luis Cabrera de Córdoba, naar Spanje gestuurd om er bij Filips op aan te dringen de hele onderneming maar af te blazen. Hij meldde nog steeds geen oplossing te hebben gevonden voor het probleem van de Nederlandse blokkade. Hoewel Parma beweerde desalniettemin een uiterste inspanning te zullen verrichten om de operatie tot een goed einde te brengen, waren zijn feitelijke maatregelen hiermee niet in overeenstemming; het had er meer van weg dat hij zijn leger er niet aan wilde wagen. Er waren maar weinig schuiten bijeengebracht en een bouwprogramma in Duinkerken zelf werd maar halfhartig uitgevoerd; zijn strijdmacht was ook niet in die plaats samengetrokken. Wel had hij een vloot verzameld van een drie dozijn lichte vaartuigen en zestien vrachtscheepjes, maar die deden geen enkele poging de Nederlandse blokkadevloot uit te dagen. Het was luitenant-admiraal Justinus van Nassau, de bastaardbroer van prins Maurits, zelfs zo duidelijk dat Parma niet de zee op durfde dat hij zijn vloot op Vlissingen terugtrok in de hoop dat Parma's Leger van Vlaanderen toch nog uit zou varen, zodat hij de achterhoede ervan tussen de zandbanken kon overvallen en vernietigen. Omdat er geen goed contact was met de Engelsen nam Seymour echter geschrokken de blokkade over. Op nadering van de Armada voegden de 36 schepen van zijn Engelse oostelijke eskader zich bij Howards hoofdmacht, die zo uitgroeide tot 147 schepen; Justinus ging toen met een dertigtal vlieboten — oorlogsscheepjes met weinig diepgang — opnieuw voor Duinkerken liggen.
Op zondag 7 augustus werd Medina Sidonia van de ware toestand op de hoogte gebracht toen eindelijk een van zijn boodschappers, don Rodrigo Tello, op de Armada terugkeerde. Het bleek dat Parma, die zijn hoofdkwartier in Brugge gevestigd had, pas eind juli bericht had gekregen dat de Armada eraan kwam en zelfs toen geen begin gemaakt had zijn leger te verzamelen en in te schepen. Hij gaf aan daarvoor nu zes dagen nodig te hebben — een schatting die Spaanse functionarissen ter plaatse nog rijkelijk optimistisch noemden, hoewel dat leger een stuk kleiner was dan oorspronkelijk voorzien: zo'n 13 000 man. Parma beklaagde zich erover dat de Armada de Engelse vloot niet verslagen, maar met zich meegebracht had zodat de veilige route waarover zijn in de beste omstandigheden nauwelijks zeewaardige schuiten hadden moeten varen nu vol lag met driehonderd oorlogsschepen die zich opmaakten voor een nieuwe zeeslag. In ieder geval moest de Armada eerst de Nederlandse blokkadeschepen verjagen.
Die eis stelde Medina Sidonia voor een groot probleem. Hij kon niet met zijn hele vloot de zeestroom naar Duinkerken, 't Scheurtje, binnenvaren want, zoals de naam al aangeeft, is die te nauw om laverend tegen de heersende zuidwestenwind in weer terug te keren — en de route naar het noordoosten voor Vlissingen langs, was veel te lang en gevaarlijk om de schuiten te convoyeren. Hij kon slechts met zijn pinassen en galjassen de toegang schoonvegen. Die wendbaarder schepen had de voor anker liggende vloot echter hard nodig om een mogelijke aanval met branders af te slaan. Er zat dus niets anders op dan af te wachten en te hopen op een overwinning in een beslissende confrontatie met de Engelse vloot.
Ondertussen was er contact gelegd met de Franse gouverneur van Calais, Giraud de Mauleon, die zeer beleefd bevoorrading toestond, maar levering van kruit weigerde. Latere schrijvers hebben er vaak op gewezen dat Medina Sidonia op 7 augustus een uitgelezen kans voorbij liet gaan om bij verrassing Calais te nemen, wat hem precies de haven opgeleverd zou hebben die hij nodig had: een met voldoende diepgang en vlak bij Parma, wiens leger had kunnen helpen bij de verovering van de ten opzichte van de Spaanse Nederlanden zeer kwetsbaar gelegen stad. Hij had ook een mooi excuus voorhanden in de steun die dit de Franse Katholieke Liga zou kunnen bieden. Filips' instructies maakten echter geen melding van deze optie en Medina Sidonia was er de man niet naar het initiatief te nemen in zulk een gevoelige zaak die de labiele stemming in Frankrijk ook ten nadele van de Sainte Ligue zou kunnen doen omslaan.

## Valse hellebranders

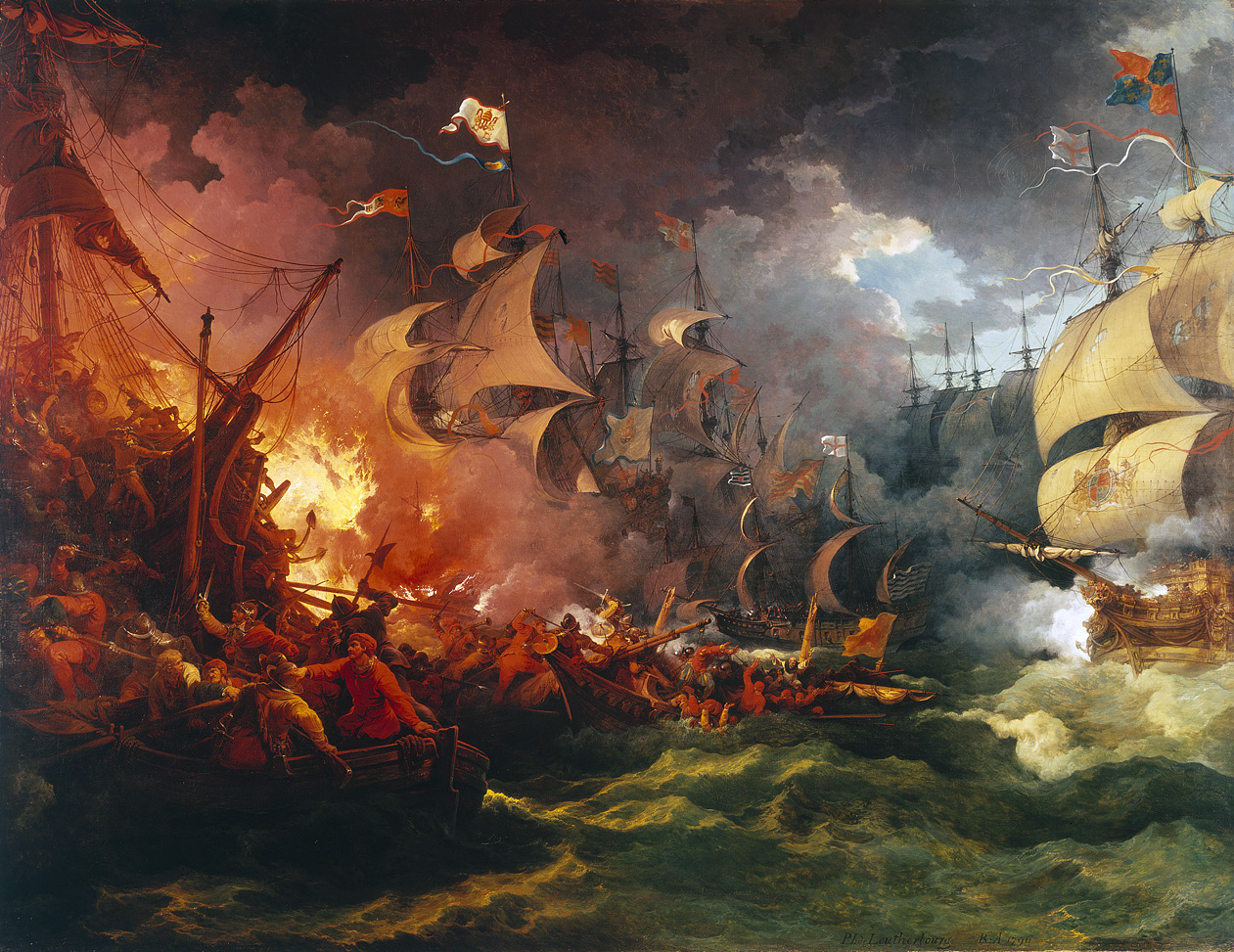
De Slag bij Grevelingen, een romantiserende voorstelling door Philippe-Jacques de Loutherbourg die weinig met de werkelijkheid van doen heeft

Op 7 augustus had Howard inderdaad besloten een aanval met branders uit te voeren. Omdat hij nog slechts kruit had voor één gevecht, moest de superieure vuurkracht van de Engelse schepen volledig benut worden, en dat hield in dat men ditmaal de Spaanse schepen zo dicht mogelijk zou moeten naderen. Om een algemeen entergevecht met een opeengepakte massa vijandelijke schepen te voorkomen, moest de Armada wel eerst uiteengeslagen worden. Brandschepen waren daarvoor het traditionele middel.
In de 16e eeuw was het echter nog niet de gewoonte dat vloten zelf grote branders met zich meenamen; per geval placht men provisorisch kleine boten daarvoor uit te rusten. In Dover lagen negentien van dat soort vaartuigjes klaar, gevuld met pek en rijshout. Het zou echter even duren voordat die naar de vloot vervoerd waren en Howard, die niet wist dat Parma's leger vertraagd was, durfde zelfs geen dag te wachten. Daarom werden acht bewapende koopvaarders uit de vloot opgeofferd, die snel voor hun taak werden ingericht door het met kruit overladen van hun kanonnen en het plaatsen van alle vaten pek, hars en zwavel die men maar kon vinden, tezamen met schroot en een paar vaten kruit. Toen het donker werd, liet men de schepen gaan met het opkomend tij dat ze snel in de richting van de Armada stuwde.
Medina Sidonia had zich goed op de mogelijkheid van een branderaanval voorbereid. Kleinere vaartuigen lagen klaar om de brandschepen van hun koers te brengen en de grotere schepen hadden opdracht om zo veel mogelijk kalm in positie te blijven en in het uiterste geval de ankers te laten slippen — zodat ze weer aan hun drijvende touwen geborgen konden worden. Toen de acht branders naderden en er slechts twee van richting veranderd konden worden, brak er echter grote paniek uit. De reden daarvoor was dat er al maanden geruchten de ronde deden dat de Engelsen als laatste redmiddel 'Antwerps Vuur' of hellebranders zouden gaan inzetten. Drie jaar eerder, tijdens het Beleg van Antwerpen, had ingenieur Frederigo Giambelli, die vanaf 1584 voor Elizabeth was gaan werken, twee scheepjes van zeventig ton met een paar duizend kilo kruit en twee tijdmechanismen in drijvende tijdbommen veranderd en daarmee Farneses schipbrug over de Schelde (gedeeltelijk en tijdelijk) verwoest. De gigantische explosie had bijna duizend Spaanse soldaten op slag gedood. Het verhaal was, steeds verder aangedikt, heel Europa door gegaan en de 'helse machines' hadden een reputatie gekregen niet ongelijk aan die van de huidige atoombom. Na de val van Antwerpen was Giambelli naar Engeland vertrokken om daar zijn werk voort te zetten.
Nu bestond dat werk in feite uit het ontwerpen van vestingen en was Giambelli in augustus druk bezig een enorme gemineerde scheepsboom over de Theems aan te leggen, maar dat wisten de Spanjaarden niet: de eerste die op aanblik van naderende brandende koopvaarders van tweehonderd ton de foute conclusie trok dat er een hele nieuwe generatie massavernietigingswapens op de Armada gelanceerd werd, was Diego Flores de Valdés die het algemene bevel gaf de ankertouwen te kappen, met als gevolg dat de vloot op het getij uit elkaar waaierde. Doordat de zeilen van de voor anker liggende schepen gestreken waren, was het moeilijk ze te besturen. Geen enkel Spaans schip werd geraakt en de branders passeerden zonder schade te doen, maar de verdedigende formatie was geheel verbroken. De galjas San Lorenzo, het vlaggenschip van De Moncada, schoof in de verwarring over de ankertros van de San Juan de Sicilia en sloeg met een gebroken roer op de kust.

## Slag bij Grevelingen

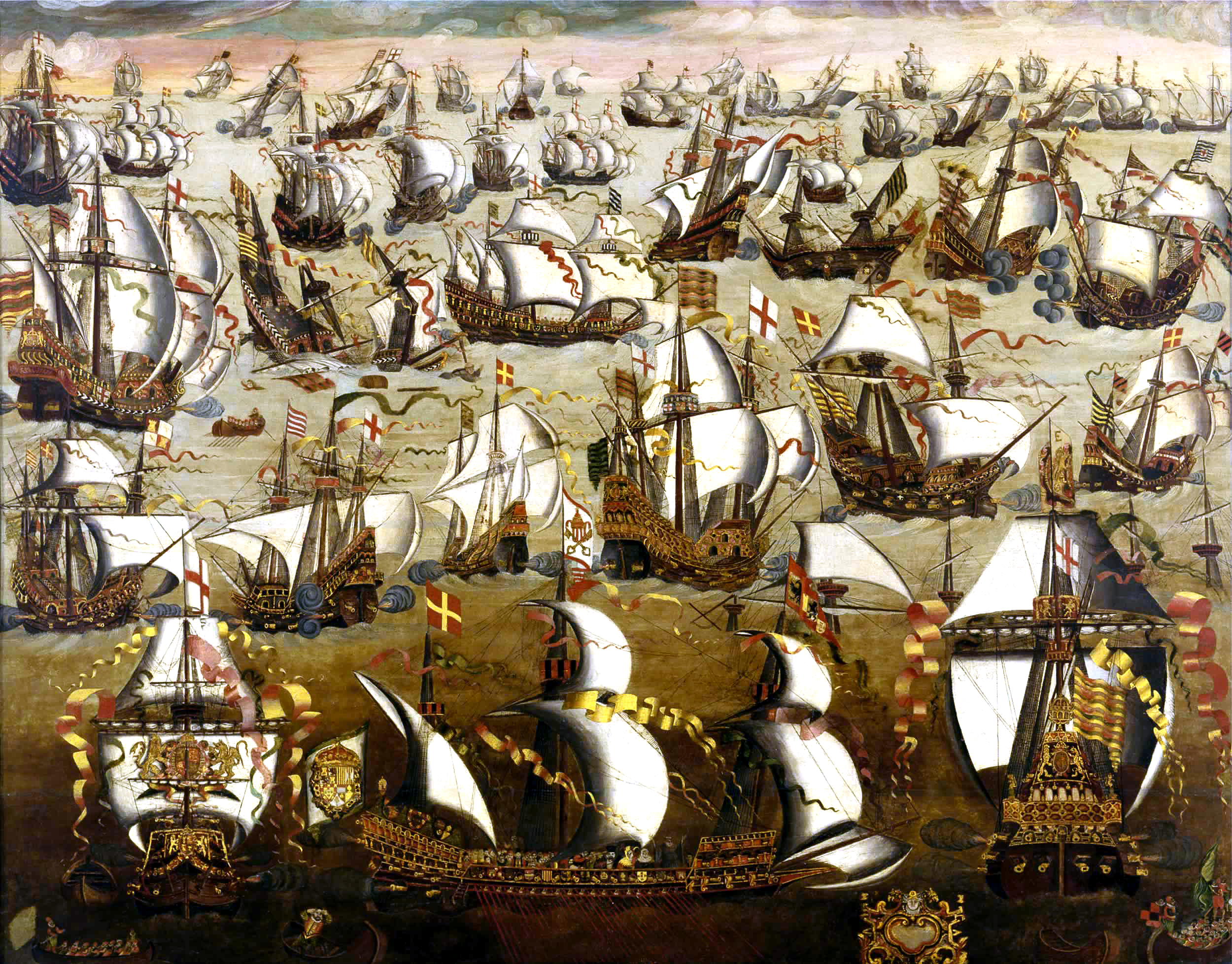
Een anoniem Engels schilderij uit de 16e eeuw van de Slag bij Grevelingen. Schepen plachten inderdaad dergelijke uitbundige wimpels te voeren en de Spaanse werden zo bont mogelijk beschilderd in dure rode pigmenten als teken van rijkdom. Het schip vooraan met de rode roeispanen is de galjas San Lorenzo, waarvan zelfs de galeislaven in scharlaken wambuizen gekleed gingen.

Bij het aanbreken van de dag op 8 augustus deed de Armada verwoede pogingen weer in formatie te komen, maar het bleek voor de massa van logge gewapende koopvaarders te moeilijk om tegen stroom en wind in weer snel de rede van Calais te bereiken. De hoofdmacht van de Engelse vloot stortte zich op de nu geïsoleerde en kwetsbare eigenlijke oorlogsschepen, die wel hun positie hadden weten te houden.
Het eerste slachtoffer was de San Lorenzo. De galjas trachtte nog de haven van Calais te bereiken maar liep vlak onder de vestingwerken weer op een zandbank en maakte slagzij zodat een deel van de 312 galeislaven verdronk; de anderen braken in hun doodsangst los en gingen een gevecht aan met de bemanning, waarvan de meesten zich over het wad in veiligheid brachten. Weldra mengde een honderdtal Engelsen zich in het strijdgewoel, afkomstig van de roeiboten van Howard die hoopte het kapitale schip persoonlijk als prijs te winnen. Admiraal De Moncada sneuvelde en de Engelsen doodden alle nog overblijvende bemanningsleden en slaven, maar leden daarbij zelf aanzienlijke verliezen, ook doordat de Franse vesting het vuur opende nadat een delegatie die het schip opeiste in elkaar geslagen en beroofd was; uiteindelijk werd het wrak aan de Fransen gelaten.
Ondertussen had de rest van de vloot enkele naar het oosten wijkende galjoenen ingehaald ter hoogte van Grevelingen (het huidige Gravelines in Frans-Vlaanderen). Het eskader van Drake omsingelde de San Martín en naderde binnen de honderd meter zodat de romp van het Spaanse vlaggenschip drie uur lang kon worden doorschoten. Daarna deden de eskaders van Frobisher en Hawkins het nog eens dunnetjes over. Door zich zo op één schip te richten, gaf men de andere Spaanse schepen de tijd zich weer te herformeren en de San Martín te hulp te schieten. De eerste schepen die aankwamen, kregen er van Drake, die ze tegemoet gevaren was, ook zelf flink van langs, zoals de San Felipe (São Filipe) die door zeventien schepen omsingeld werd. De Engelsen waren veel sneller in staat hun stukken te herladen, maar dat leidde er nu toe dat de meeste schepen op het eind van de morgen hun laatste kruit verschoten hadden. Nog steeds enterden de Engelsen geen enkel schip; de enige verwijzing naar iets dergelijks komt van de San Mateo die meldde dat een enkele Engelse matroos aan boord sprong maar meteen aan stukken werd gehakt.
Voor het eskader van Henry Seymour op de Rainbow was dit de eerste keer dat het slag leverde en het had nog kruit in voorraad; dit gebruikte het om de San Felipe en San Mateo gedurende de vroege middag nog drie uur onder vuur te nemen, totdat beide galjoenen in zinkende toestand afdreven naar de Vlaamse zandbanken. Behalve dit succes lukte het de Engelsen niet hun numeriek overwicht en superioriteit in vuurkracht verder beslissend uit te buiten, een gevolg van hun ordeloze manier van vechten; de veel effectievere linietactiek zou nog twee generaties op zich laten wachten. De wind die naar het noorden gedraaid was en de hele Armada op de kust dreigde te werpen, vormde nu het grootste gevaar. Rond zes uur werden beide vloten echter overvallen door een onweersbui met felle slagregens uit het zuidwesten; toen het opklaarde, bleek de Armada zich van de Engelsen losgemaakt te hebben en zelfs weer in de halve maan te varen. Howard leek het of de hele actie in wezen mislukt was.
In werkelijkheid was de toestand van de Spaanse vloot zeer ernstig. Het aantal echte oorlogsbodems was teruggelopen naar negentien, die alle beschadigd waren, sommige zo zwaar dat slechts met grote inspanning voorkomen werd dat ze zonken. Ook vele van de andere schepen waren flink te grazen genomen; die avond nog zonk de gewapende koopvaarder María Juan, het merendeel van de bemanning van 255 mee de diepte in nemend. In de slag zelf waren op nog drijvende Spaanse schepen ongeveer zeshonderd man gesneuveld en achthonderd zwaargewond geraakt (doordat er bij de gevechten in het Kanaal 167 doden en 241 zwaargewonden waren gevallen, beliepen de totale verliezen het vaak genoemde getal van zo'n kleine tweeduizend man); daarnaast deserteerden honderden matrozen naar de Engelse vloot of de Vlaamse kust — al voor de slag was de hulk San Pedro el Menor, onder Portugees commando, naar de vijand overgelopen. De Engelse verliezen bleven beperkt tot zo'n tweehonderd man, voornamelijk opgelopen bij het gevecht rond de San Lorenzo.

## Besluit tot terugkeer

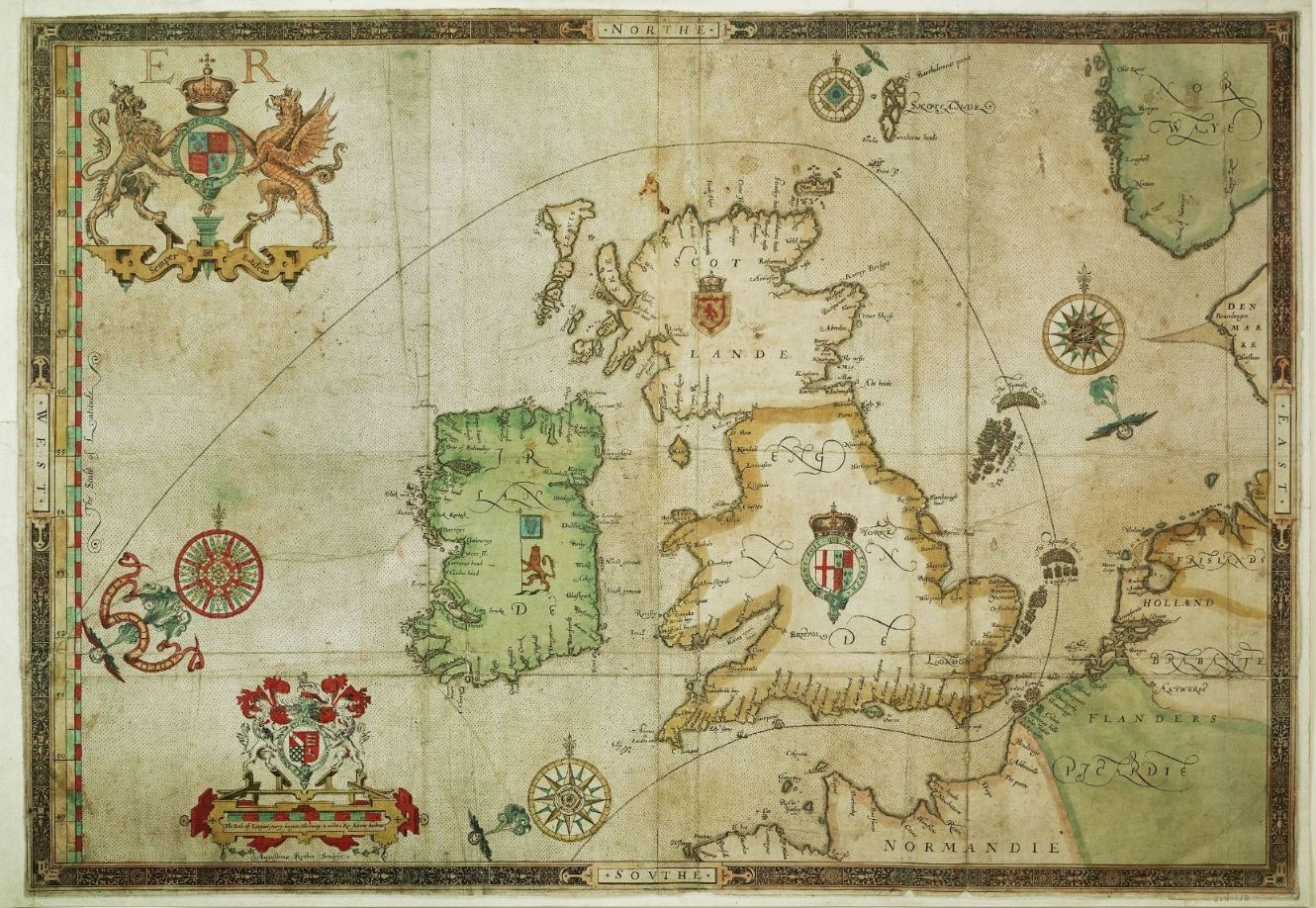
Een Engelse kaart met vooral de situatie op de Noordzee tot onderwerp

Die avond nog werd er een Spaanse krijgsraad gehouden over de vraag hoe nu verder te handelen. Alleen Diego Flores de Valdés stemde voor een onmiddellijke poging om tegen de heersende winden in te proberen opnieuw een positie voor Calais in te nemen zodat Parma's leger alsnog zou kunnen oversteken. De conditie van de vloot was voorlopig zo slecht dat alleen al het naar het zuiden varen te moeilijk zou zijn, ook al zou er geen Engelse vloot klaargelegen hebben om dit te beletten. Dat de vijand geen kruit meer had, wist men niet. Op hetzelfde moment speculeerden velen over wat de Armada zou gaan doen. Drake schreef naar Elizabeth dat ze vast naar het oosten zouden varen om de vloot te repareren in Hamburg of Denemarken en zo een blijvende Habsburgse basis op de Noordzee te vestigen. Parma hoopte dat ze alsnog Vlissingen zouden innemen. De Spaanse ambassadeur in Parijs, Bernardino de Mendoza, die de regie voerde over de vele pro-Spaanse complotten in West-Europa, nam aan dat ze contact zouden zoeken met katholieke opstandelingen in Schotland. Medina-Sidonia was echter niet inventief genoeg voor zulk een drastische verandering van strategie. Men liet alleen de loodsen raadplegen over de mogelijkheid rond Schotland terug te keren. Die wezen er op dat dit een omweg was van drieduizend kilometer, af te leggen zonder goede zeekaarten of voldoende water en voedselvoorraden. Men besloot dus maar voorlopig geen besluit te nemen voordat de verwachte aanvallen van Engelsen afgeslagen waren.

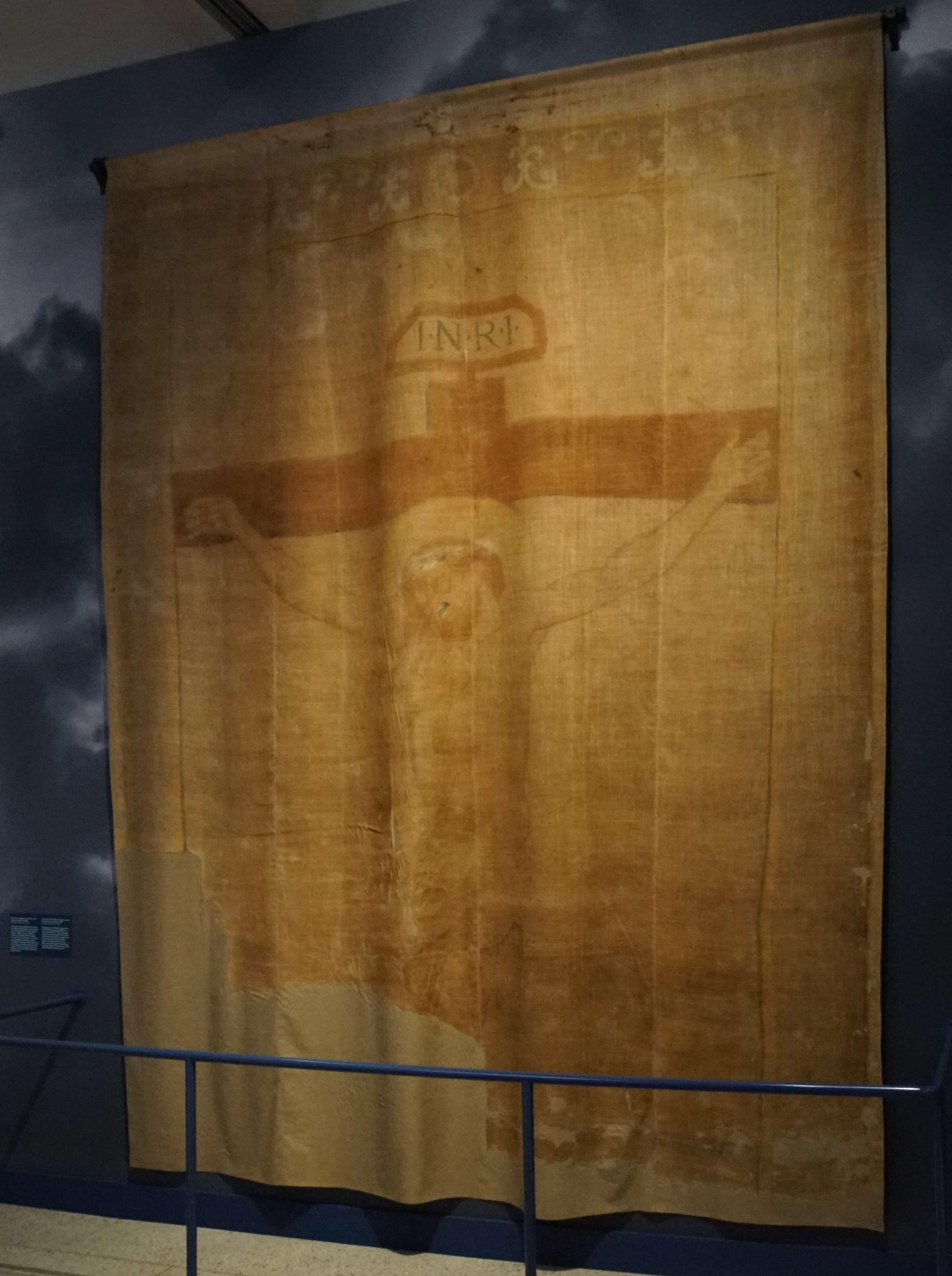
Wimpel van het galjoen San Mateo (Museum De Lakenhal, tentoonstelling Pilgrims naar Amerika en de grenzen van vrijheid (2020))

De volgende dag liep de schade door het gevecht nog verder op toen de San Felipe bij Vlissingen op een zandbank liep en de San Mateo bij Fort Rammekens. Beide schepen werden door de Nederlandse opstandelingen genomen; de edellieden bleef men gevangen houden voor het losgeld; de krijgsgevangen opvarenden van lagere stand werden de 'voeten gespoeld': ze werden van het dek geranseld, zodat ze de keuze hadden tussen meteen doodgeslagen te worden of in zee te springen om te verdrinken. Sinds 1587 was dit voorgeschreven door de Staten-Generaal om Nederlanders af te schrikken in Spaanse zeedienst te gaan en onderhoudskosten te voorkomen. Volgens het toen heersende oorlogsrecht gaf men zich altijd over op genade of ongenade. De banier van de San Mateo is nog te zien in het Stedelijk Museum De Lakenhal te Leiden.
Hoe irreëel de gedachte was nog naar het zuiden terug te varen, bleek toen er die morgen een noordwestenwind opstak, die zoiets makkelijker zou hebben moeten maken. In feite beving een ondergangsstemming de vloot: men vreesde massaal op de Zeeuwse banken te lopen waar allen door de Nederlandse 'ketters' vermoord zouden worden; voor anker gaan was uitgesloten doordat de meeste schepen beide ankers verloren hadden in de paniek van twee nachten daarvoor. Medina Sidonia kreeg van huilende officieren het advies de Heilige Standaard te nemen en op een boot naar Duinkerken te vluchten. Men knielde voor een gezamenlijk gebed en ging te biecht als voorbereiding op de naderende dood. Toen om elf uur 's morgens plotseling de wind naar het zuiden draaide, ervoer men dat als een Goddelijke tussenkomst. De Engelse vloot bleef de naar het noorden wijkende Armada achtervolgen, behalve het eskader van Seymour dat weer een blokkadepositie bij Duinkerken innam. Die avond werd er opnieuw een krijgsraad gehouden; nu wilde alleen De Recalde weer een poging wagen de aanval te hervatten. De anderen durfden echter niet openlijk meteen een beslissing te nemen terug te keren, daarom besloot men nog vier dagen te wachten op een gunstige noordelijke wind. Als die uitbleef, zou men rond Schotland naar Ierland varen. 
Op 10 augustus drong de Engelse vloot wat sterker aan en Medina Sidonia gaf drie signaalschoten aan de vloot om front te bieden; de meeste schepen bleven echter gewoon naar het noorden doorvaren. Het kwam niet tot een gevecht maar Medina Sidonia liet 21 kapiteins ter dood veroordelen, waarvan er één, Cristóbal de Avila, meteen gehangen werd. Op 12 augustus kwam men ter hoogte van de Firth of Forth in Schotland, achtervolgd door de Engelsen. Zaterdag 13 augustus draaide de wind naar het noordwesten en de Engelsen gaven de achtervolging op, door gebrek aan levensmiddelen. Als de Armada zich aan het besluit van 9 augustus zou hebben willen houden, had men nu dus om moeten keren naar het zuiden. In feite bleef de koers noord. Zonder enige discussie begreep iedereen dat de terugkeer onvermijdelijk was.

## Elizabeths rede te Tilbury en het afdanken van de vloot

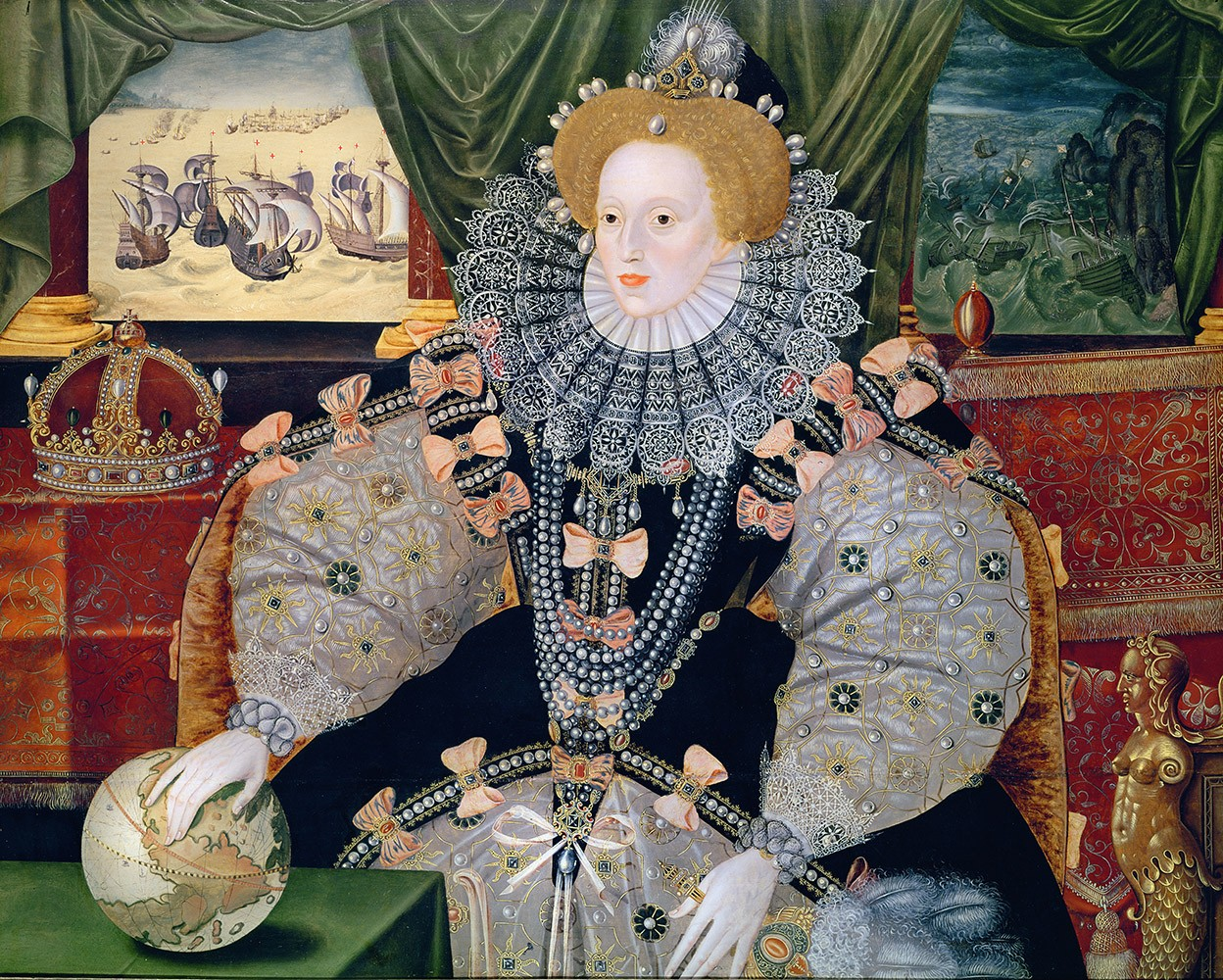
In 1589 liet Elizabeth een officieel model openbaar maken, het Armada Portrait, dat iedere schilder moest volgen die haar ter gedenking van de overwinning op de Armada wilde afbeelden. Hier de versie van George Gower, twee andere schilderijen bestaan nog. Linksboven de Slag bij Grevelingen; rechtsboven loopt de Armada op de Ierse kust

Op 18 augustus, toen elk gevaar geweken was, ging Elizabeth met haar hovelingen naar Tilbury om de volgende dag het legertje toe te spreken, daar verzameld om een mogelijke invasie via de Theems af te slaan. Achteraf is het vaak zo voorgesteld dat de redevoering aan de vooravond van de strijd gehouden werd. Elizabeth zat op een witte ruin en was gekleed in een witte zijden jurk onder een verzilverd borstkuras; in haar rechterhand droeg ze een zilveren commandostaf. Ze hield een korte geïmproviseerde toespraak waarvan slechts fragmenten zijn overgeleverd en die niet goed verstaanbaar was doordat Elizabeth binnensmonds placht te spreken om haar slechte gebit te verbergen. De dag erna werden op verzoek de kernpunten genoteerd door doctor Lionel Sharp en nog eens aan alle manschappen luidkeels voorgelezen. In 1588 maakte het gebeuren kennelijk niet veel indruk; de rede wordt in geen enkele 16e-eeuwse bron vermeld. Pas in 1654 werd er op basis van een brief van Sharp uit 1623 een gedrukte versie gepubliceerd. De brief bevat een sterk afwijkende en veel meer gepolijste tekst, die duidelijk bedoeld was om indruk te maken op een groot lezerspubliek en welke inderdaad nog veel aangehaald wordt in de Engelse geschiedenisboeken. Hierin staat de beroemde zinsnede: "Ik weet dat ik slechts het lichaam heb van een zwakke en krachteloze vrouw maar ik heb het hart en de moed van een Koning en daarbij een Koning van Engeland (...)". De rede bevatte de toezegging: "Ik weet reeds dat ge voor uw driestheid beloningen en lauwerkronen verdiend hebt en We verzekeren u, op het woord van een Prins, dat ze u naar behoren betaald zullen worden". De werkelijkheid was anders.
Dezelfde dag begonnen de schepen van de Engelse vloot in hun havens binnen te lopen. Volgens het geldende gewoonterecht konden opvarenden slechts afgedankt worden nadat hun gage was uitgekeerd. Daarvoor was echter geen geld beschikbaar gemaakt. Maar als men de bemanningen aan boord zou houden, dan moest men ze ook te eten geven. Ook daarvoor bestond geen budget. Elizabeth beval dus 14 472 van de 15 925 man maar zonder loon te ontslaan. Sommigen waren vlak bij huis; duizenden anderen, bij terugkeer al ondervoed en aangetast door de gebruikelijke dysenterie, paratyfus en scheurbuik, trokken bedelend door de straten van de havensteden; honderden stierven de hongerdood. Tot overmaat van ramp brak er een epidemie uit van vlektyfus die duizenden doodde. Binnen een maand was twee derde van de schepelingen door ziekte en honger omgekomen. De overheid deed niets om de ellendigen te helpen. Doordat Elizabeths vader, Hendrik VIII van Engeland, het kloosterwezen vernietigd had, was er geen geïnstitutionaliseerde ziekenzorg meer aanwezig om bijstand te bieden. Howard schaamde zich zo over de situatie dat hij, toch een notoir gierig man, uit eigen zak zo veel mogelijk de nood probeerde te lenigen. In 1590 stichtte hij, hoewel de drie bepaald geen vrienden waren samen met Drake en Hawkins, ten behoeve van zeelieden de Chatham Chest, Engelands allereerste ziektekostenverzekering en pensioenfonds.

## Terugtocht

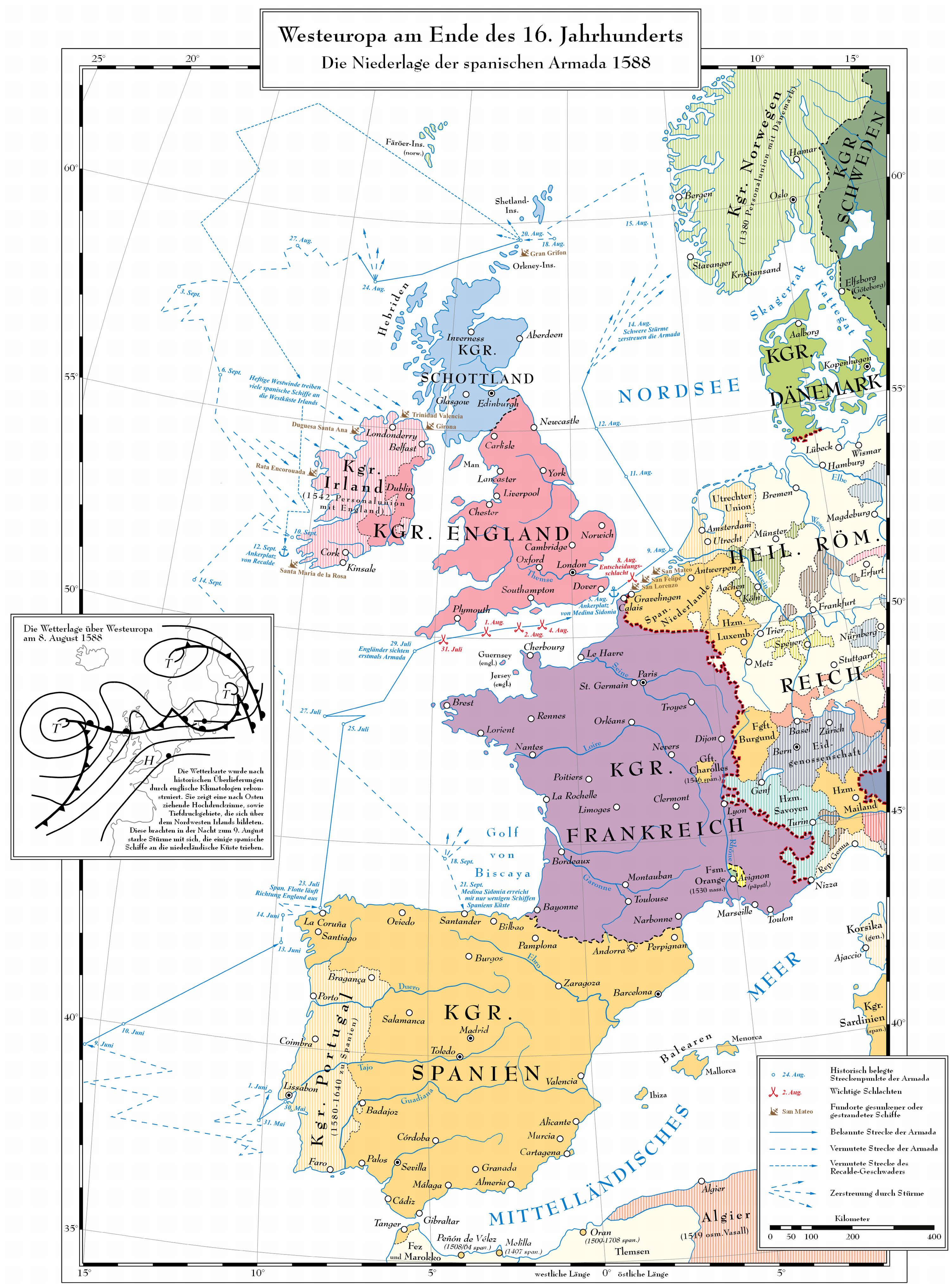
Een kaart van de tocht van de Armada, met daarin ook de vermoedelijke weerssituatie en enkele bekende locaties van schipbreuken

De door Medina Sidonia gekozen route werd een lijdensweg: hij was onbekend met de lokale stromingen en winden en raakte naar eigen zeggen zelfs verzeild in een orkaan — die zeldzaam is op zo'n noordelijke breedtegraad. In de Noordzee was de vloot weer zo veel mogelijk opgelapt voor de verre reis. Desalniettemin dwaalden twee beschadigde schepen af en liepen op de Noorse kust. Op 17 augustus scheidde een storm El Gran Grifón, de Barca de Amburg, Trinidad Valencera en Castillo Negro van de rest van de vloot. Het vrachtschip La Trinidad Valencera liep op 16 september 1588 op de kust bij Glenagivney, Kinnagoe, County Donegal, Ierland. De Grifón zou op 27 september op Fair Isle vergaan. Ondertussen had men Schotland gerond en het besluit werd genomen om een zo westelijk mogelijke koers te gaan varen om Ierland te vermijden. Op 21 augustus had men een hoogte bereikt van 58° noorderbreedte en poogde af te buigen naar het zuiden maar de gebruikelijke zuidwestelijke winden verhinderden dat eerst. Op 3 september was de San Martín nog niets zuidelijker gekomen; zeventien andere schepen hadden zich ondertussen van de vloot verwijderd. Vaak wordt aangenomen dat de Armada in deze fase geteisterd werd door uitzonderlijk zware stormen, maar daar is eigenlijk geen ondersteunend bewijs voor. Waarschijnlijk konden de beschadigde en logge schepen de normale ruige zeeën hier al niet goed aan.
Door het oponthoud raakte het drinkwater op; opgevangen regenwater compenseerde dit onvoldoende. Veel kapiteins besloten nu op eigen gezag naar Ierland uit te wijken om de watervoorraden aan te vullen. Men verwachtte van de katholieke bevolking daar steun te ontvangen. Voor de meesten bleek dat een fatale vergissing. Hun zeekaarten van dit gebied waren te schetsmatig en gaven Ierland tachtig zeemijl te oostelijk; vaak ontbraken ook de ankers. Minstens 26 schepen sloegen te pletter op de klippen van de Ierse westkust, de meeste tussen 16 en 26 september. De Recalde op de San Juan, de San Juan Batista en het hospitaalschip San Pedro el Mayor behoorden tot de weinige "gelukkigen" en wisten water in te slaan op Great Blasket Island; De Recalde bereikte La Coruña op 7 oktober op welke dag hij van ziekte en uitputting stierf, de Juan Bautista een week later Santander en de San Pedro sloeg in een mislukte poging Frankrijk te bereiken op 7 november op de kust van Devon. Ook de galjas Zuniga verschafte zich met geweld water en voedsel bij Liscannor Castle, vertrok weer op 23 september en bereikte uiteindelijk Le Havre.
Soms leek het of men zich had kunnen redden, waarna het noodlot toch toesloeg. De Leiva strandde met zijn Rata Santa Maria Encoronada in Tullaghan Bay maar wist met zijn bemanning veilig de kust te bereiken. Vandaaruit marcheerde hij dertig kilometer naar Blacksod Bay waar men op de aldaar aangekomen Duquesa Santa Ana aan boord ging. In een poging Schotland te bereiken strandde ook dit schip, 150 kilometer noordelijker bij Loughros More. Nu marcheerden allen dertig kilometer naar het zuiden, naar Killybegs waar de galjas La Girona beschutting gezocht had. Met naar schatting 1300 man aan boord poogde ook dit schip naar Schotland te varen; op 28 oktober sloeg het op de Giant's Causeway en verging met man en muis.
Van de zes à zevenduizend man die in totaal bij Ierland schipbreuk leden, verdronk zo de meerderheid; de drieduizend overigen vormden een ernstige bedreiging van het vrij wankele Engelse gezag over het eiland. Engeland had er maar 1250 voetsoldaten en 670 cavaleristen om de vijandige bevolking eronder te houden. De gouverneur, Lord Deputy of Ireland William Fitzwilliam, besloot daarom de schipbreukelingen, ongeacht nationaliteit, leeftijd, rang, stand of geslacht, uit te roeien. Allen werden omgebracht — ook edellieden die een mooi losgeld hadden kunnen opbrengen — zelfs al had men zich overgegeven op voorwaarde dat het leven gespaard zou blijven. Ruim tweeduizend werden zo, soms na marteling, geëxecuteerd door ophanging of het zwaard. In de negentiende eeuw schaamden Britse historici zich voor het gebeuren en schiepen daarom de mythe dat de Spanjaarden voornamelijk door de "wilde Ieren" zouden zijn vermoord. De Ieren waren nooit gefeodaliseerd, leefden nog in stammen en clans en droegen nog tunieken in plaats van broeken; dergelijke wilden kon men de slachtpartij mooi in de schoenen schuiven en bewezen dat Ierland ook in de 19e eeuw nog niet aan onafhankelijkheid toe was. In feite wist een duizendtal Spanjaarden aan de dood te ontkomen door bij de Ierse bevolking onder te duiken, vaak op voorspraak van priesters.
Sommige schepen bereikten Schotland. De San Juan de Sicilia landde op Mull en de opvarenden werden gerekruteerd door clanhoofd Lachlan MacLean. Op 18 november lukte het de Engelse geheim agent John Smollett echter het schip 's nachts met bemanning en al op te blazen. Honderden opvarenden werden later vanuit Ierland naar Schotland gesmokkeld. In augustus 1589 betaalde de Hertog van Parma vijf dukaten de man aan de Schotse kroon om zeshonderd Spanjaarden op vier Schotse schepen naar Vlaanderen te brengen. Hij had zelfs een vrijgeleide gekregen van Elizabeth voor het transport. Zij stelde echter de Nederlanders op de hoogte van de afspraak en die onderschepten de schepen, een werd op zee genomen waarna de opvarenden overboord werden gezet. De anderen liepen op de Vlaamse kust waarna 270 man op het strand door het zwaard werden gedood. Als represaille liet Parma vierhonderd Nederlandse krijgsgevangenen onthoofden.
De kleine duizend krijgsgevangenen in Engeland zelf, zoals die van de Rosario, werden niet vermoord maar het duurde voor sommigen tot 1597 voordat ze konden terugkeren; de meesten waren toen al gestorven aan dwangarbeid en ondervoeding; ze waren meestal afhankelijk van liefdadigheid voor hun onderhoud. De edellieden die "gelost" werden, viel een betere behandeling ten deel; toch kon Pedro de Valdés pas in 1593 Engeland verlaten voor £1500.

## Thuiskomst en Filips' reactie

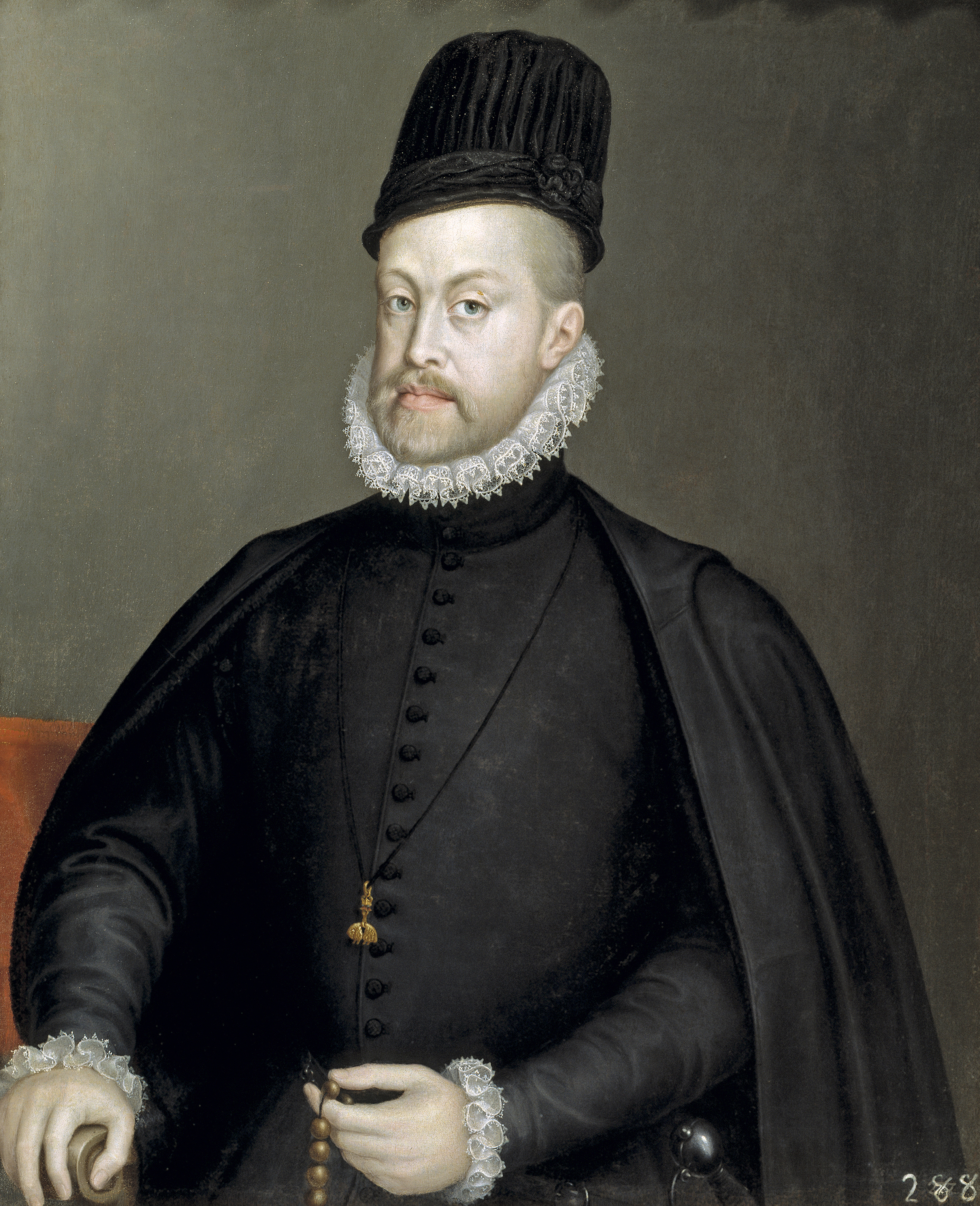
Filips II van Spanje

Eind september begonnen delen van de Armada de Spaanse havens binnen te lopen; pas nu leerde Filips het lot van zijn vloot kennen. De eerste die arriveerde, op 21 september, was Medina Sidonia's San Martín in Santander. Hij had toen nog slechts acht verdere schepen bij zich. Miguel de Oquendo bereikte met zes schepen Guipúzcoa en Flores de Valdés met 22 schepen Laredo. De toestand op de vaartuigen was verschrikkelijk. De bemanningen hadden zich in leven moeten houden met urine en regenwater; de meerderheid was aan ziekte en ontberingen overleden, sommige schepen, zoals de San Pedro el Menor, liepen op de Spaanse kust doordat de matrozen te verzwakt waren om nog de tuigage te kunnen bedienen.
Het is niet precies bekend hoeveel schepen van de oorspronkelijke 137 er in totaal uiteindelijk verloren gingen, maar dat aantal bedroeg minstens 39; een twintigtal is vermoedelijk op zee verloren gegaan zonder een spoor achter te laten. Van zeker 67 schepen is bekend dat ze Spanje of een veilige haven elders bereikten, een groot deel hiervan was zwaar beschadigd; sommige, zoals de galjoenen San Marcos en de Toscaanse San Francesco, werden bij aankomst afgeschreven. Minstens twee derde van de opvarenden kwam om. Het totale Engelse verlies aan schepen bedroeg nul.
Filips achtte zich persoonlijk schuldig aan de mislukking. Hij had aangenomen dat, aangezien de expeditie de zaak van God diende, God ook wel voor een overwinning zou zorgen. De nederlaag zag hij als een straf voor zijn zondige levenswijze, waarvan anderen nu het onschuldig slachtoffer waren geworden. Volgens een laat-zeventiende-eeuwse legende zou hij korzelig gezegd hebben: "Mandé mis barcos a luchar contra los ingleses, no contra los elementos" ("Ik stuurde mijn schepen om te vechten tegen de Engelsen, niet tegen de elementen"), maar in feite liet hij de overlevenden, voor zover de omstandigheden dat toelieten, opvangen en verzorgen, stuurde schepen met voorraden uit om nog op zee vermoede schepen tegemoet te varen en bestrafte niemand voor het falen, behalve Diego Flores de Valdés, tegen wie een uiterst negatieve stemming ontstaan was op de rest van de vloot — en zelfs die kwam er af met een lichte gevangenisstraf. Medina Sidonia kreeg geen tweede vlootcommando — maar die had Filips dan ook geschreven dat hij vastbesloten was nooit meer een voet op een schip te zetten. Wel begon Filips te twijfelen over de betrouwbaarheid van Parma. De Engelsen lieten het gerucht verspreiden dat die de expeditie gesaboteerd had in ruil voor het koningschap over de Nederlanden.
Filips meende echter ook dat het falen een door God gezonden beproeving kon zijn, waarvan het doorstaan beloond zou worden door een uiteindelijke overwinning, als hij maar geduldig bleef volharden in pogingen Engeland te veroveren. Het gevolg waren de Tweede Armada van 1596 en de Derde Armada van 1597 die beide mislukten door slecht weer; na zijn dood was er de Vierde Armada van 1601. Spanje was door de nederlaag van 1588 dus nog bepaald niet uitgeteld als zeemacht; in feite zou zijn marine tot het begin van de 17e eeuw in kracht toenemen. Ook is het niet waar dat Engeland na 1588 de dominante zeemacht bleef; onder Jacobus I van Engeland verviel de vloot weer.

## Mythe van de Armada
Filips was niet de enige die Gods hand zag in de gebeurtenissen. De protestantse regimes in Engeland en de Republiek hadden er alle belang bij de operatie allereerst voor te stellen als een katholieke kruistocht tegen het protestantisme. Op dat moment hing de meerderheid van hun bevolking nog het oude geloof aan. In de 16e eeuw heerste algemeen de overtuiging dat de loop van natuurlijke gebeurtenissen niet toevallig was maar de uitdrukking van Gods wil. De meteorologische tegenslag die de Armada ondervonden had, werd dan ook aangedragen als een zeker teken dat het protestantisme het Ware Geloof was.
Op 10 december hield Elizabeth een dankdienst in St Paul's Cathedral met daarin een loflied aan God, waarvan ze de tekst zelf gedicht had en waarbij alle eer werd gegeven aan de "Adem des Heeren" die haar voor de ondergang bewaard had. Zowel de Engelsen als de Nederlanders sloegen vele herdenkingspenningen. Een Nederlandse droeg het Latijnse opschrift: Flavit יהוה et Dissipati Sunt ("Jahweh blies en zij werden verstrooid", met het tetragrammaton JHWH in Hebreeuwse letters), een verwijzing naar Job 4:9-11. Dat het weer op cruciale momenten ook in het voordeel van de Armada gewerkt had, vermeldde men niet. Er werd zo een vertekend beeld van de campagne gegeven, alsof het een wonder geweest was dat de expeditie mislukte, terwijl in feite de strategische en tactische situatie voor de Spanjaarden ongunstig was: men had een technologische achterstand op de Engelse vloot en het zou eerder een mirakel hebben mogen heten als het Parma wel gelukt was de Armada te bereiken.

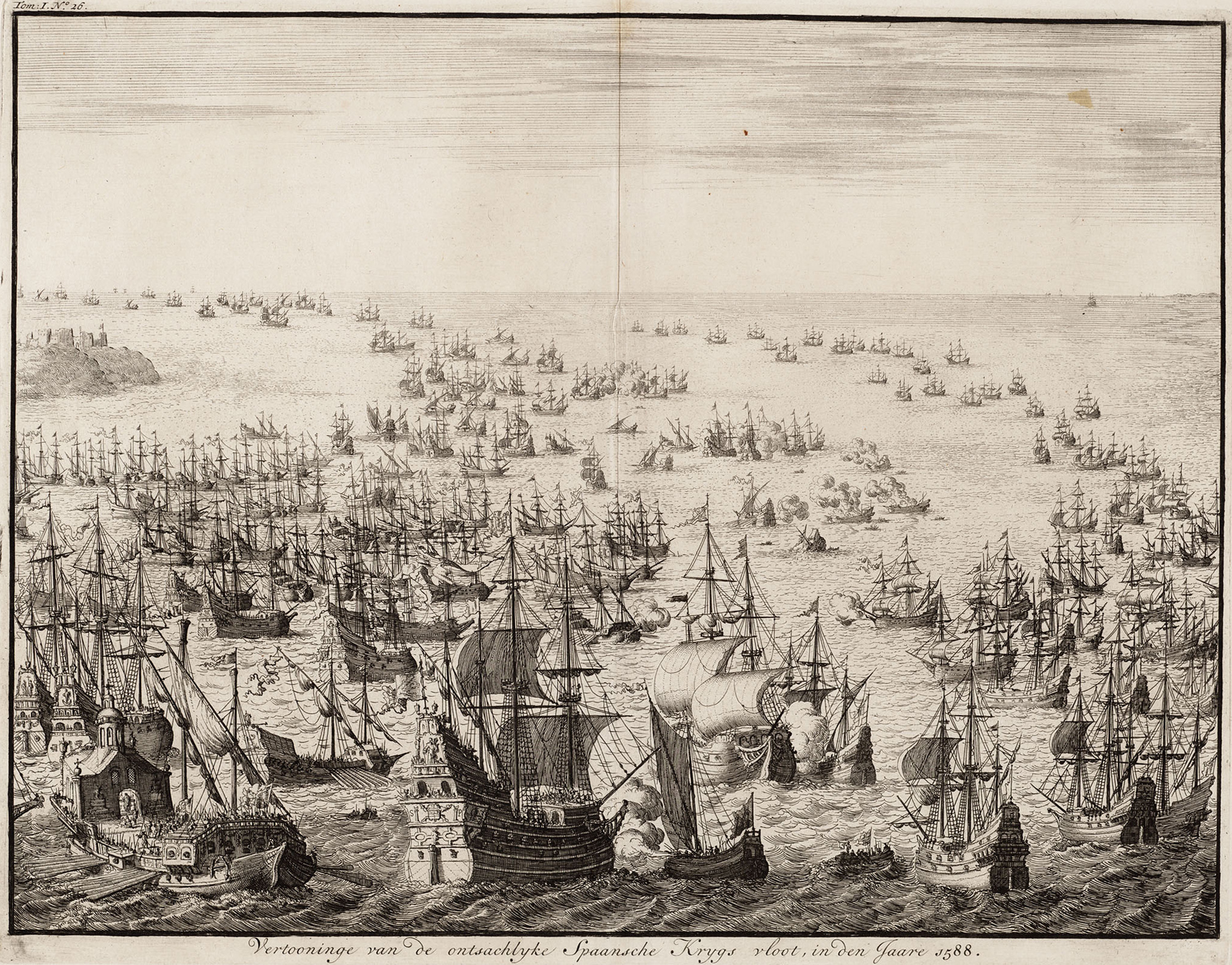
Vertooninge van de ontsachlyke Spaansche Krygs vloot, in den Jaare 1588 door Jan Luyken toont dat het begrip in 1679 nog volop leefde

Na de nederlaag verschenen er in Engeland liederen en pamfletten met een lofzang op de overwinning en waarin over de Spanjaarden schertsend gesproken werd. Lord Burghley, een adviseur van de Engelse en Ierse koningin Elizabeth I, bracht eind 1588 een pamflet uit dat eindigde met: 'So ends this account of the misfortunes of the Spanish Armada which they used to call INVINCIBLE'. De Spanjaarden noemden echter de vloot niet zo, ofwel: de omschrijving was een Engels verzinsel.
In de 17e eeuw nam de belangstelling voor de Armada af; maar in Engeland waren er oplevingen tijdens de Engels-Spaanse oorlogen van 1625-1628 en 1655-1658. De publicaties die toen verschenen, dikten het verhaal sterk aan: zo zouden de Spanjaarden van plan geweest zijn de hele volwassen protestantse bevolking van Engeland uit te roeien en hun kinderen op het voorhoofd te brandmerken met de letter "L" voor Lutheraan. Dat het begrip "Armada" toen ook in Nederland nog leefde, blijkt uit het feit dat grote Spaanse vlootexpedities uit die periode ook zo genoemd werden. Eén daarvan, de vloot die in 1639 troepen probeerde te transporteren naar Duinkerken maar door Maarten Tromp in de Slag bij Duins vernietigend verslagen werd, kreeg later de aanduiding Vijfde Armada.
In de 19e eeuw kwam de nationalistische geschiedschrijving in zwang, die het verleden wilde bestuderen om een verklaring en rechtvaardiging voor de grootsheid van de natie te vinden; versimpelde en geromantiseerde versies daarvan werden gebruikt in historische romans en leerboeken voor de grote massa van de bevolking. In Engeland werd ook het epos van de Spaanse Armada, samen met de vele legenden die zich eromheen hadden gevormd, omgezet in een standaardverhaal waarvan veel elementen niet op waarheid berusten: kleine maar dappere Engelse scheepjes, louter bemand door vaderlandslievende zeehelden, zouden het, aangespoord door de bezielende woorden van Elizabeth, opgenomen hebben tegen de grootste vloot uit de geschiedenis, uitgestuurd door de kwaadaardige godsdienstfanaticus Filips en door een wonderbaarlijke storm de overwinning behaald hebben, het fundament van Engelands grootheid als zeemacht. De 19e-eeuwse Britse historicus Edward Creasy rekende de vernietiging van de Spaanse Armada onder zijn vijftien meest beslissende veldslagen in de wereld.
De Nederlandse inbreng bleef meestal onvermeld. De Nederlandse versie gebruikte ongeveer dezelfde elementen maar dan met een andere strekking: de Engelse scheepjes bleken machteloos tegen de Armada, maar doordat de Nederlanders hun missie om Parma te blokkeren met succes uitvoerden, kon de wonderlijke storm de Spaanse vloot verstrooien. Beide versies betreurden de Ierse wreedheden, maar vergaten het eigen systematisch uitmoorden van krijgsgevangenen.
Tegenwoordig is de grote bekendheid van de Spaanse Armada nog steeds te danken aan het 19e-eeuwse verhaal dat steeds maar weer herverteld wordt, zij het dat er langzaam meer resultaten van modern historisch onderzoek in verwerkt worden. Dat de mythe nog leeft, blijkt uit een film als Elizabeth: The Golden Age uit 2007.
De Spaanse Armada is ook als inspiratiebron genomen voor een buurt in 's-Hertogenbosch. In het Paleiskwartier zijn tien gebouwen, met 255 appartementen, gebouwd met het profiel van Spaanse galjoenen.  Het project is verwezenlijkt in 2002 tot en met 2005 door de Engelse architect Anthony McGuirk.